# 莱斯特
萊斯特（讀音：/'lɛstə/ⓘ），是英国英格蘭東米德蘭茲莱斯特郡的一座城市和單一管理區，是莱斯特郡的首府。这座城市位于索尔河边和国家森林公园的边缘处。
据2011年人口普查数据显示，莱斯特人口数量为329,839，是东米德兰兹地区中人口数量最多的市。其相关城市地区的人口数量在英格兰排第11位，在全英国排第13位。
莱斯特是两大主要铁路线的交叉点，一条是北／南米德兰主干线，另一条是东／西伯明翰至伦敦斯坦斯特德纵贯铁路线（London Stansted Crosscountry）。莱斯特还是M1/M69高速公路和A6/A46干线的汇流处。莱斯特是莱斯特城足球俱乐部的所在地，莱斯特城足球俱乐部赢得2016年英超联赛冠军，这是数十年来第一个新的英超冠军得主。

## 名字
莱斯特（Leicester）一名在9世纪的《不列颠史》中记载为“Cair Lerion”（来源于威尔士语Caerlŷr，即莱斯特），在《盎格鲁–撒克逊编年史》中记载为“Ligora-ceastre”（即莱斯特），在1086年的《末日審判書》中记载为“Ledecestre”（即莱斯特）。
这个名字的第一部分“Ligora”，或“Legora”，解释为布立吞（Brittonic）某条河的名字，威廉·索姆纳（William Somner，英国古文物研究学者）（1701）提出这是索尔河早些时候的名字，与法国卢瓦尔河的名字同词源。第二部分来源于拉丁文“castrum”，在威尔士语“cair”和盎格鲁–撒克逊语“ceastre”中均有体现。
按照蒙茅斯的杰弗里（一名英国的历史学家與牧師）在其12世纪作品《不列颠诸王史》中的记载，不列颠国王李尔建立一座城，并以自己在古威尔士语中的名字命名为凯尔李尔（Cair Leir），这座城市后来被称作莱斯特。

## 历史

### 史前时代
莱斯特已有至少两千年的历史，是英格兰最古老的城市之一。铁器时代，罗马人对当地部族的居住地进行殖民以前，这个地方在公元前2世纪或1世纪时似乎已被开发过。尽管那时候聚集在索尔河东岸的圆形房屋已被发掘，在索尔河与特伦托河的汇流处之上，面积大约有8公顷，但是对于那时的居住地或索尔河的环境了解甚少。
索尔河的这一片区域被分成两条河道，一条是通向东边的主河道，比它窄的另一条在西边。据猜测，位于它们中间的是个沼泽岛，沿着大河道的一片浅滩都属于居住地。后来的罗马名字是布立吞一词“壁垒”的一种拉丁文形式（参见Gaelic rach&the nearby village of Ratby and Ratcliffe），意为此地是一处堡垒，名字的复数形式说明它最初是由多个村庄组成。
踞守这片区域的凯尔特部族后来被记录成名為科利埃尔塔维人的古代部族，但根据1983年被重新发现的铭文显示，这个古代部族曾经历原始科利埃尔塔维人的衰败。科利埃尔塔维人统治現今的莱斯特郡、林肯郡、诺丁汉郡、德比郡及北安普顿郡。

### 罗马时代
大约公元47年，罗马人在征服大不列颠岛南部期间抵达莱斯特区域。科利埃尔塔维人的殖民地位于福斯路（Fosse Way）上的一座桥附近，福斯路是一条罗马时期的道路，建在埃克塞特（Isca，Exeter）和林肯（Lindum，Lincoln）的军队营地之间。目前仍不清楚罗马人是否在这个地方筑过堡设过防，但自公元50年始，这个地方逐渐发展成为科利埃尔塔维人的部族首都，称为Ratae Corieltauvorum（即今天的莱斯特城），并在2世纪时建了一座广场和公共澡堂。

2013年在老城墙外发现了一座古罗马墓地，这个墓地的历史可追溯到公元300年。犹太墙（Jewry Wall）上至今仍保留了罗马时期莱斯特澡堂的遗迹，附近的博物馆里陈列着被重新发现的史前古器物。

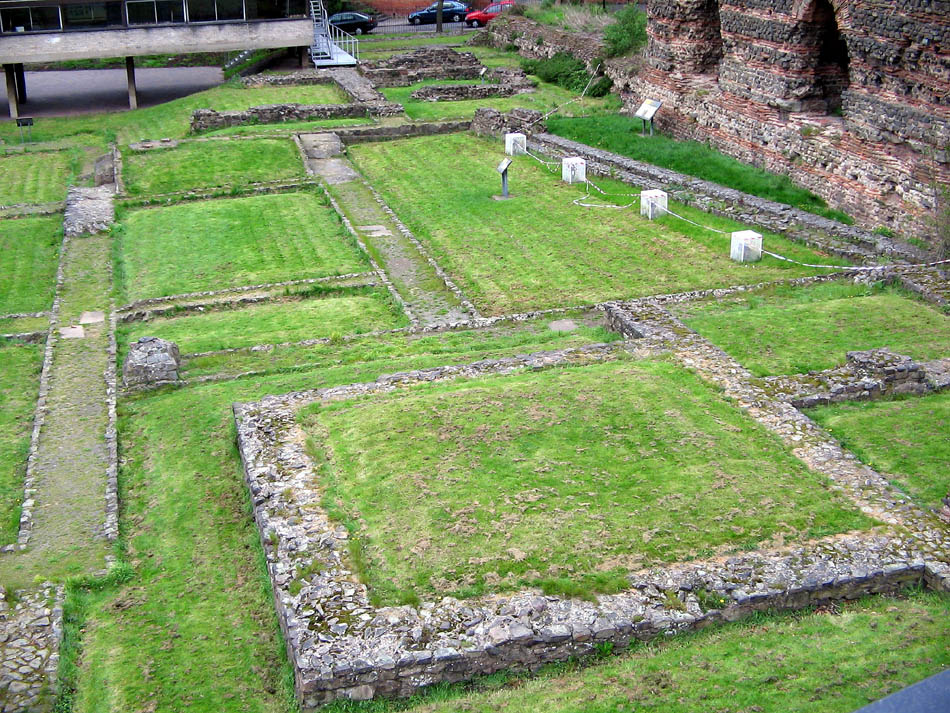
猶太牆（Jewry Wall ）的澡堂遺址

### 中世纪
对于这个城镇在罗马人撤出大不列颠岛后的历史，我们所掌握的知识是有限的。当然，这个城镇仍遭到了持续占领，在5、6世纪时占领范围大大地缩小了。在《不列颠史》中，它仍被保留为凯尔李尔。接着撒克逊人入侵大不列颠岛，莱斯特被中盎格鲁族占领，后来受到默西亚王国的管治。在679年或680年，莱斯特被选为主教辖区的中心，本以为安全了，直到9世纪被丹麦维京人短暂占领。殖民地成为了丹麦律法施行地区的五个自治区之一。与此同时，撒克逊主教逃到了多切斯特（Dorchester-on-Thames）。直到1927年圣马丁教堂（Church of St Martin）升格为莱斯特大教堂（Leicester Cathedral）后，莱斯特才又变为主教辖区。在10世纪早期，殖民地被记录为“Ligeraceaster”（即莱斯特）这个名字。
接着是諾曼人的军事征服，莱斯特在《末日审判书》中被记载为“Ledecestre”（即莱斯特）。由于教堂与英国贵族发生权力斗争，莱斯特在11世纪丧失了城市地位，直到1919年才重新获得其城市地位。
蒙茅斯的杰弗里在1136年左右创作的《不列颠诸王史》中，国王李尔以其名字将这座城市命名为莱斯特。根据杰弗里的叙述，科迪利亚（Cordelia，布立吞人的传奇皇后，国王李尔最小的女儿）把她的父亲埋葬于河底一个献给罗马门神雅努斯的密室里，每到国王李尔的忌日就会举行宗教仪式。

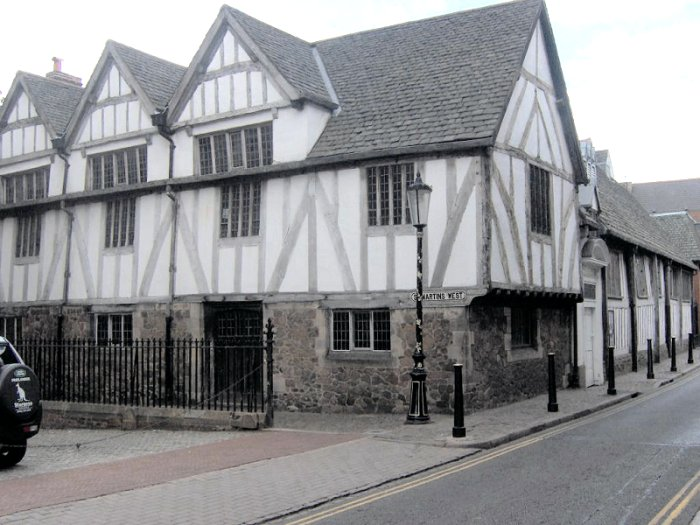
莱斯特市政厅，历史可追溯到14世纪

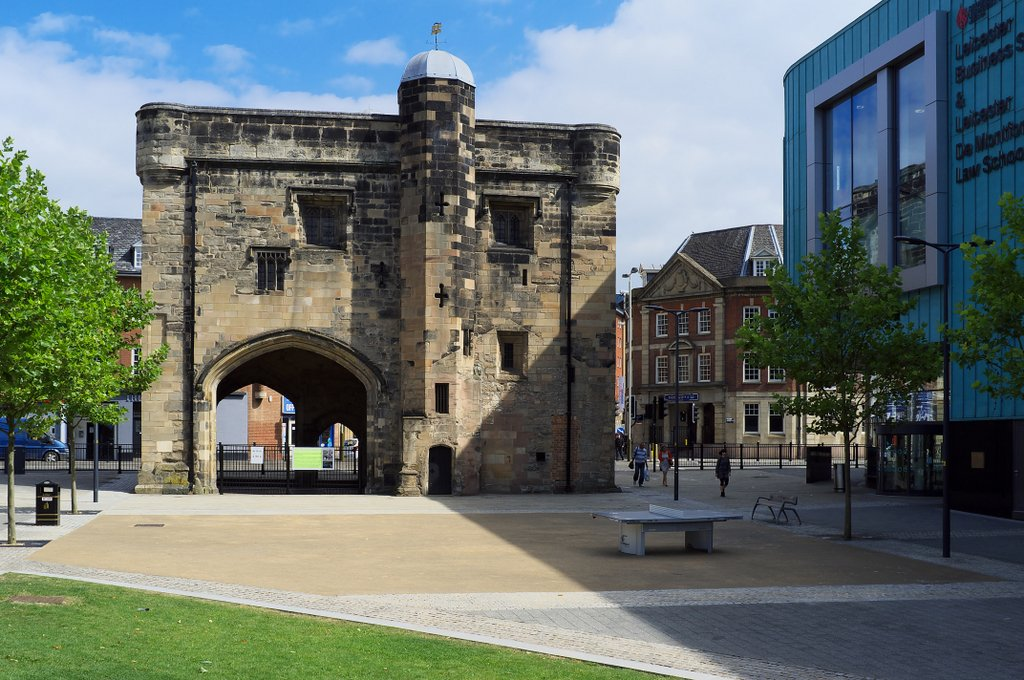
纽瓦克大门（The Newarke gateway）或弹药库大门（Magazine Gateway）

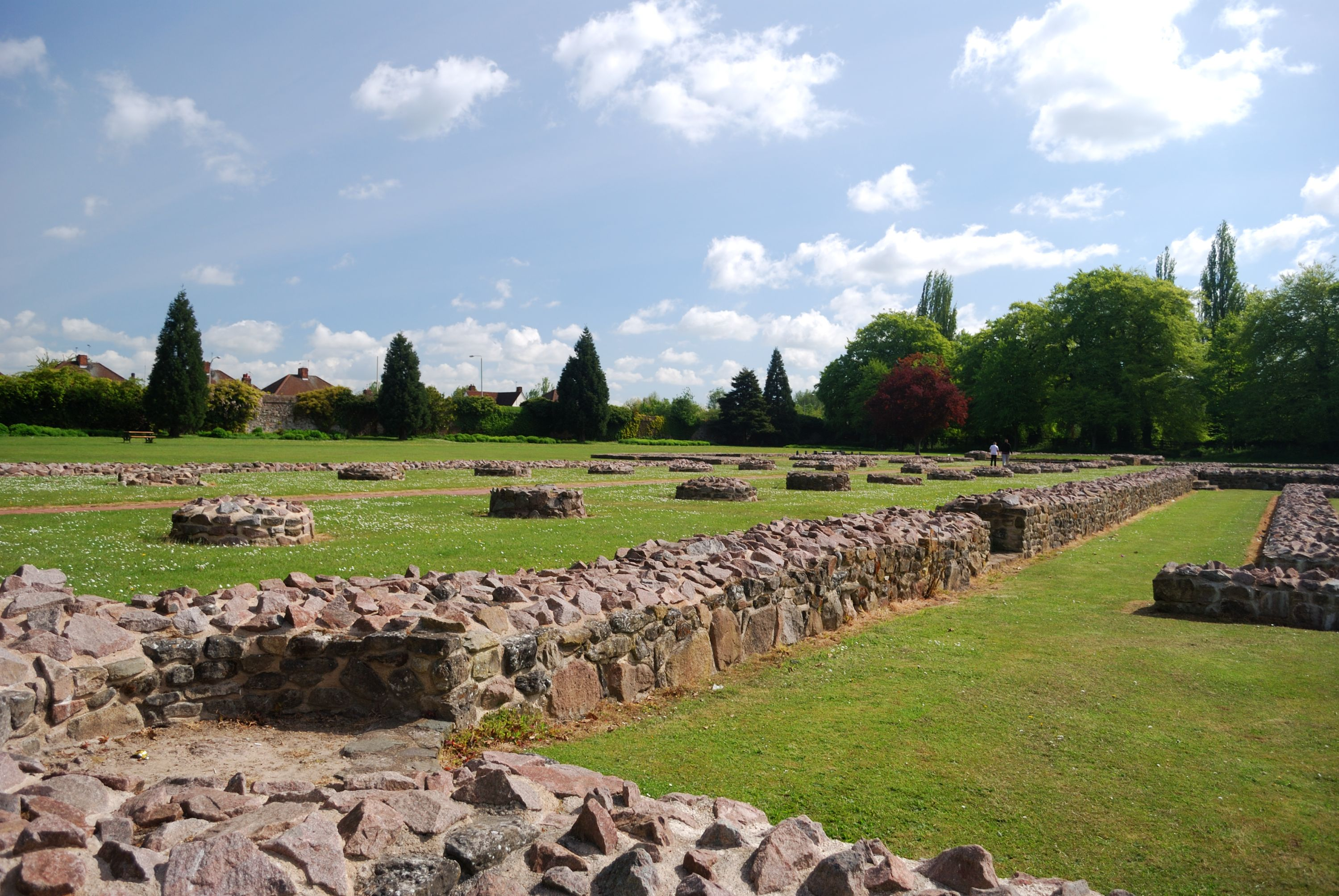
莱斯特修道院（Leicester Abbey）废墟，
现在是修道院公园（Abbey Park）的一部分

14世纪期间，莱斯特和兰开斯特的伯爵提高了城镇的声誉。兰开斯特和莱斯特伯爵三世亨利（Henry）为贫民和弱势群体在城堡以南的区域创办一所医院，这座城堡现今被称为纽瓦克（The Newarke）。亨利的儿子葛洛斯蒙特的亨利，亦是首位兰开斯特公爵，扩大并加强他父亲打下的基础，建造了学院式的纽瓦克城堡圣母玛利亚领报堂（Church of Annunciation of Our Lady of The Newwarke）。这座领报堂（少部分残存于德蒙福特大学霍索恩楼（Hawthron Building）的地下室里）在国王爱德华六世的统治期间遭到毁灭。领报堂内收藏了一根刺，而这根刺据说是来自于法国国王授予给公爵的荆棘王冠，因此它成为了重要的朝圣地。这座领报堂（16世纪时，英国诗人利兰（Leland）形容它“不大但绝对无与伦比”）实际上也成为兰开斯特的一座陵墓。亨利公爵的女儿兰开斯特的布兰奇嫁给了冈特的约翰，他们的儿子亨利·博林布鲁克在废立国王理查二世时成为了国王亨利四世。亨利公爵安葬于圣母领报堂，他早些时候把他的父亲也移葬到了这里。后来，这座领报堂还安葬了冈特的约翰的第二任妻子兰开斯特公爵夫人卡斯蒂利亚的康斯坦丝、亨利·博林布鲁克的第一任妻子和国王亨利五世的母亲玛丽·德·博亨。冈特的约翰于1399年在莱斯特城堡去世。他的儿子成为国王时，莱斯特伯爵爵位和兰开斯特公国变成了王室头衔，后者仍保存至今。
玫瑰战争结束时，国王理查三世被安葬在莱斯特的格雷夫莱尔教堂（Greyfriars Church），现在这座教堂的遗迹位于一个停车场的底下。曾经有传说称国王理查三世的尸体被扔进了河里，但有的历史学家认为他的坟墓和遗骸在亨利八世实施解散修道院法令的期间被摧毁了。2012年9月，在一次考古调查中发现了一具骸骨，DNA测试证实了这具骸骨与理查三世妹妹的两名后裔有亲戚关系。2015年，理查三世被重新安葬在莱斯特大教堂（Leicester Cathedral）里的主祭坛旁的一个重要位置。

### 近代

#### 都铎王朝
1530年11月4日，红衣主教托马斯·沃尔西以叛国罪被逮捕，并从怀特霍尔宫被带走。沃尔西将在伦敦塔面临未知的法律制裁，而就在去往南方的路上，他病倒了。押运他的人非常担心，于是在莱斯特停了下来。沃尔西的病情急速恶化，于1530年11月29日去世，并被安葬在了莱斯特修道院（Leicester Abbey），即现在的修道院公园（Abbey Park）。
大约1536年，亨利七世的重孙女珍·格雷夫人（Lady Jane Grey）在莱斯特附近的布拉德盖特公园（Bradgate Park）出生。1553年6月，她当了九天的执政女王並统治英格兰，但并没有举行加冕礼。
女王伊丽莎白一世的知己和前追求者罗伯特·达德利被授予莱斯特伯爵爵位。

#### 斯图亚特王朝
查理一世试图对附近的莱斯特森林实行废林措施，但莱斯特的市政府反对其做法，坚信这样做很可能会使许多居民陷入到贫困当中，而且需要救济。迈尔斯·弗利特伍德爵士（Sir Mile Fleetwood）被派去委任执行废林措施和对共同使用的土地进行分割。在1627年和1628年的春天，暴乱阻挠了圈地运动，其他地方也跟着开始了反圈地运动的动乱，包括西部起义事件（Western Rising）。
莱斯特市政府和自治市居民们向国王和枢密院呈交了反对圈地运动的请愿书，但并没有成功，于是又于1628年6月向上议院提出请愿，然而上议院是弗利特伍德的支持者，市政府和居民们便只请求终止王室针对暴乱内战的行动。与其它森林相比，莱斯特森林的合法居民得到了相当慷慨的补偿。市政府得到了16公顷土地，并用来救济贫困群体。

#### 内战

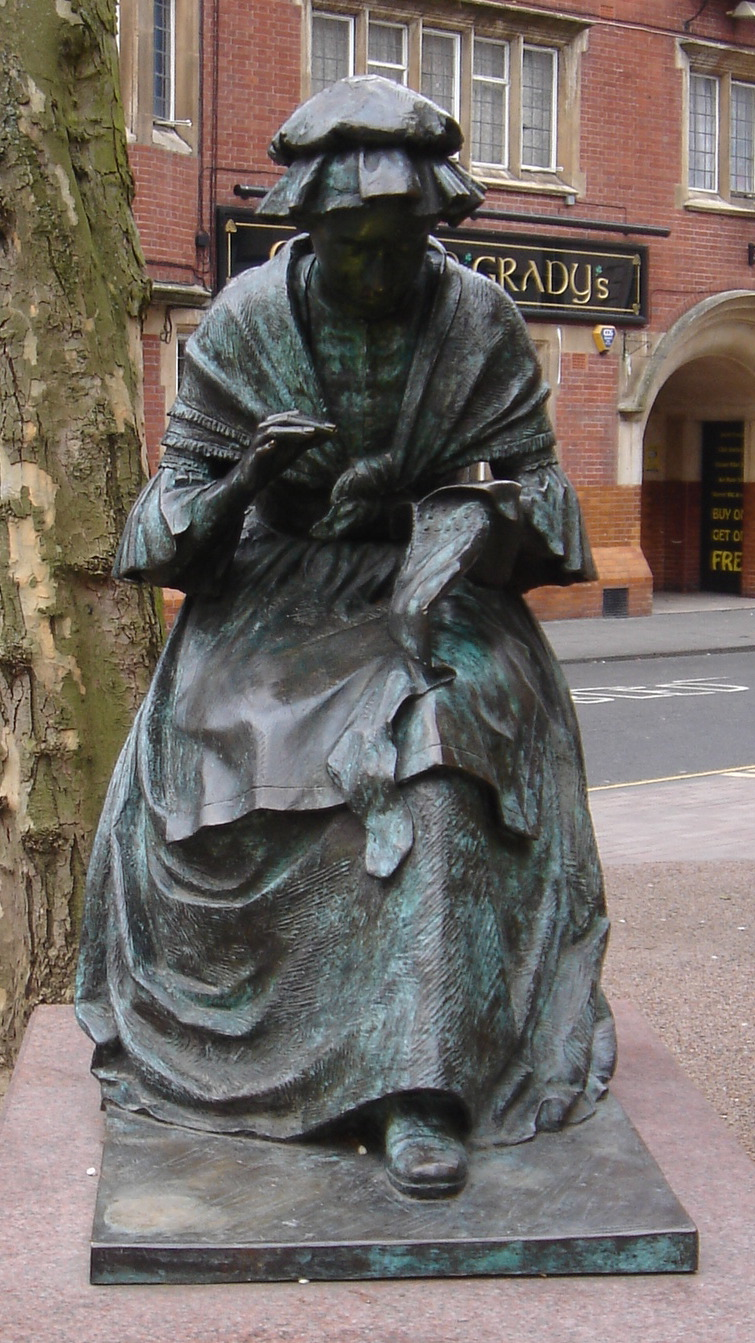
詹姆斯·沃尔特·巴特勒（James Walter Butler）的莱斯特女裁缝师（Leicester Seamstress）（1990）
莱斯特，酒店街（Hotel Street）

莱斯特是议会派分子在英國內戰期间的根据地。1645年，魯珀特王子（保皇派之一）决定攻城，逼使新模范军（议会派军队）撤离出位于牛津的保皇派（Royalist）总部。Raw Dykes（位于莱斯特的一个罗马土方工程兼考古遗址）上设了保皇派的枪炮，而莱斯特对于保皇派提出的投降要求感到不满，5月30日，纽瓦克遭到猛烈轰击，城市也遭到洗劫。鲁珀特的骑兵部队杀害了数百人，而伦敦议会新闻的报告远远夸大了洗劫的严重程度。

#### 工业时代
18世纪90年代，大聯盟運河的兴建把莱斯特和伦敦、伯明翰连接了起来。1832年，铁路抵达莱斯特，形成莱斯特和斯旺廷顿铁路（Leicester and Swannington Railway），这条铁路从附近的煤矿向城镇里供应煤炭。米德兰铁路（Midland Countries Railway）（德比至拉格比）于1840年前把城镇连接到国内铁路网中。19世纪60年代，米德兰铁路公司建了一条直接到伦敦圣潘克拉斯火车站（St Pancras Station）的铁路线。这些发展推动并伴随了工业化进程，在维多利亚女王统治期间，工业化进程在不断加强，工厂开始出现，尤其是沿着运河和河流上，还有像蛙岛（Frog Island）和伍德盖特（Woodgate）这些地方都有众多的大型工厂。1861年至1901年，莱斯特的人口数量从68,000增至212,000，贸易、商业、建筑和城市的新工厂以及车间的比例都在稳步上升。工厂大多数是做针织品、纺织品和鞋类的，例如N.Corah & Sons（纺织品公司）、Cooperative Boot and Shoe Company（鞋靴制造合作公司）等制造商在欧洲开设了一些最大的制造业场所。本世纪后半叶，例如Kent Street's Taylor & Hubbard（起重机制造商和创始者）、Vulcan Road's William Gimson & Company（蒸汽锅炉厂和创始者）、Martin Street's Richards & Company（钢铁厂和创始者）等工程公司将这些制造商合并了起来。

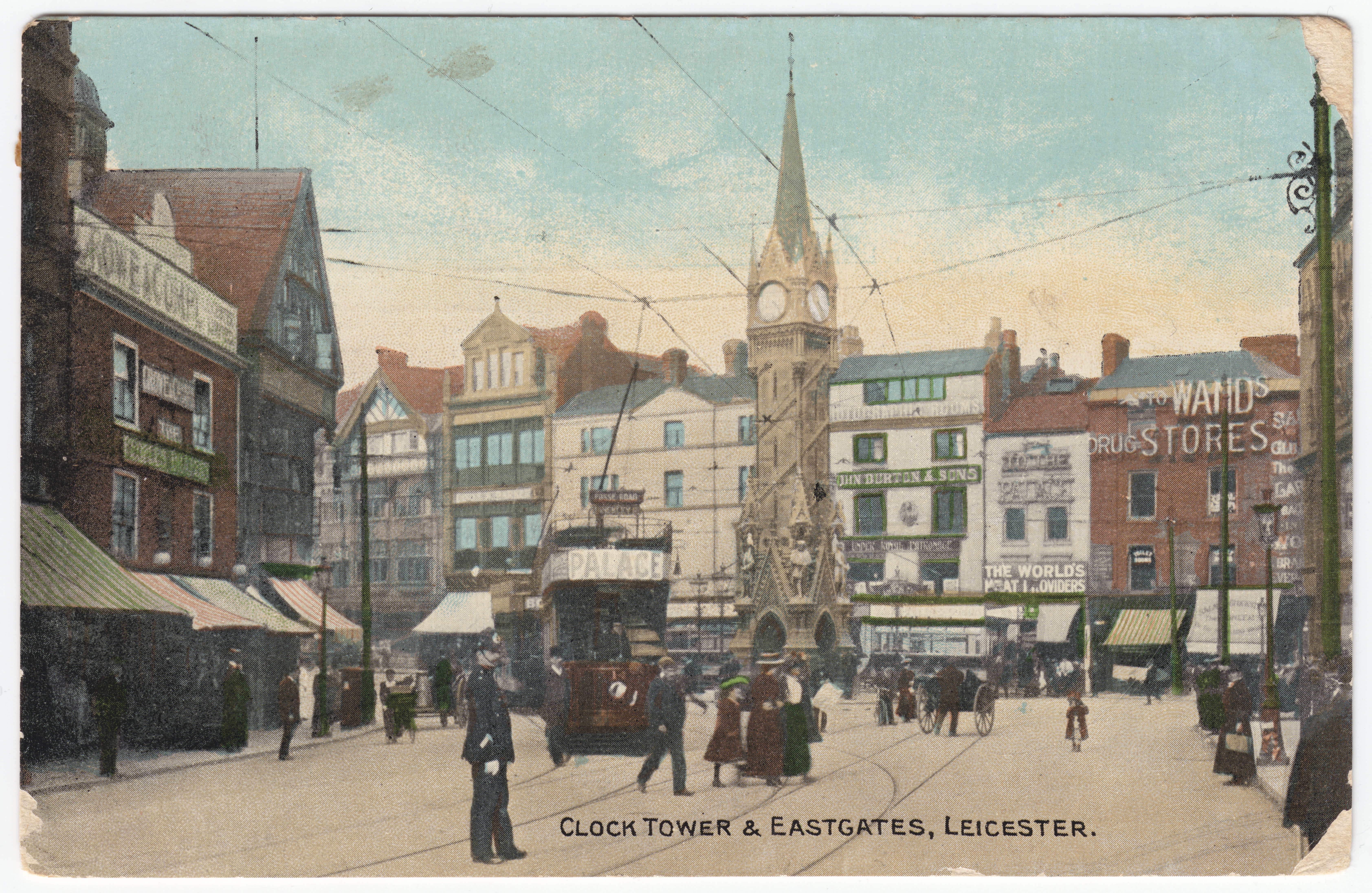
爱德华时期的莱斯特

莱斯特的政治活动在维多利亚时代十分活跃，但也有很多政治斗争。多年的经济持续增长意味着生活水平的普遍上升，然而莱斯特却也是激进主义（Radicalism）的根据地。宪章派的托马斯·库珀（Thomas Cooper）在教堂门路（Church Gate）开了一家商店。1842年，城镇上发生了严重的宪章派暴乱，6年后又再一次发生暴乱。莱斯特世俗主义协会（Leicester Secular Society）成立于1851年，但诸如乔治·霍利约克（George Holyoake）等世俗主义者（Secularist）常常被禁止使用演讲大厅。直到1881年，莱斯特世俗大厅（Leicester Secular Hall）才开放。19世纪下半叶也见证了许多机构的建立，包括镇议会、皇家医院（Royal Infirmary）和莱斯特警队（Leicester Constabulary）。由于公众达成了共识，市政组织就有责任为城镇上的供水、排水和卫生做好必要的安排。

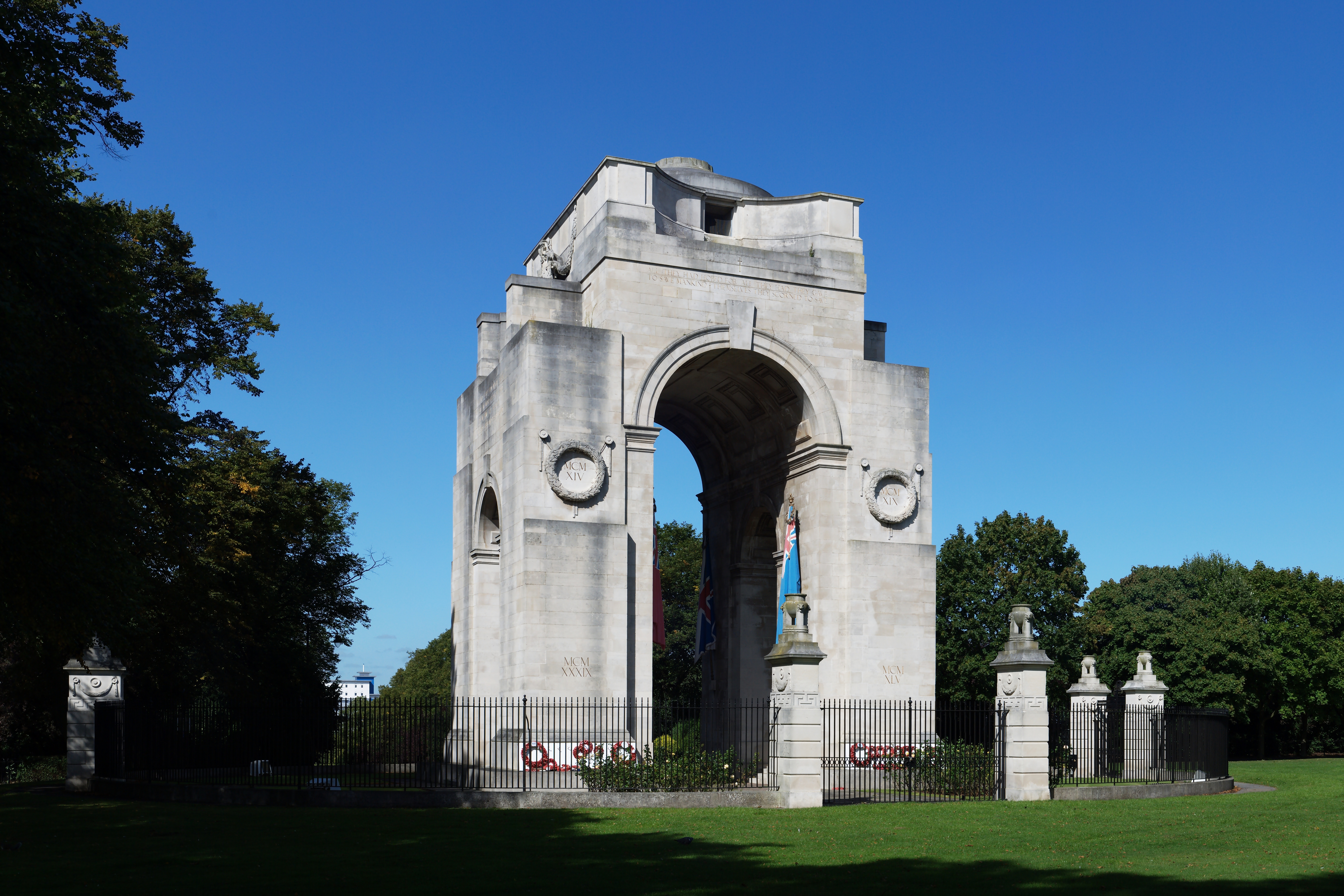
凯旋拱门（Arch Victorious）
以前是维多利亚公园（Victoria Park）的“战争纪念碑”（“The War Memorial” ）

莱斯特于1889年成为一个郡级自治市，尽管在1974年时和其它地方一起依照部分地方政府法案（Local Government Act）被废除了这个地位。该城市于1997年重新恢复了除去莱斯特郡之外的单一管理区地位。整个19世纪，该自治市都在一直扩张，而在1892年，它合并了贝尔格雷夫（Belgrave）、艾尔斯通（Aylestone）、北埃温顿（North Evington）、奈顿（Knignton）和斯东尼盖尔（Stoneygate），此时的扩大发展最为明显。

#### 20世纪早期
1900年，大中央铁路建设了另一条去往伦敦的路线，过去几十年人口数量迅速增长，但到了1901年维多利亚女王去世时，增长速度已经开始变得缓慢。第一次世界大战和后来的传染病带来了进一步的影响。尽管如此，莱斯特终于在1919年再次被公认为法定城市，而在1927年，圣马丁的献祭仪式又一次使莱斯特成为了大教堂城市。在1892年的变革之后，第二次到达边界的重大扩张发生于1935年，并吞并其余的埃文顿（Evington）、亨伯斯通（Humberstone）、博蒙特莱斯（Beaumont Leys）以及布朗斯通（Braunstone）的一部分。边界的第三次重大改变发生于1966年，城市的面积净增加超过182公顷。自那时起，边界一直保持不变。
莱斯特多元化的经济基础和对第一产业的依赖性不足，意味着在抵御20世纪20年代的关税战争和20世纪30年代的大萧条中，与其他城市相比，它处在一个更加有利的位置上。新成立的国际联盟的统计局在1936年把莱斯特确定为欧洲第二富有的城市，而且对于逃离迫害和政治动乱的难民来说，莱斯特是欧洲大陆上一个很有吸引力的目的地。像Corah（纺织品公司）和Liberty Shoes（利伯缇鞋）这样的公司为了生产高品质的产品利用它们的声誉来拓展业务。这些年来这座城市的工联主义在不断发展，尤其是合作运动（co-operative movement）。高品公司（Co-op）成为了重要的雇主和地主。1936年贾罗十字军（Jarrow March）在前往伦敦的路上，在莱斯特受到了招待，高品公司为行进者准备了更换的靴子。1938年，莱斯特被选为空军中队1F（Squadron 1F）的基地，空军中队1F是第一个防空青年团（A.D.C.C，Air Defence Cadet Corp），即航空训练团（Air Training Corp）的前身。

### 当代
第二次世界大战后的那些年，尤其是20世纪60年代以来，出现了许多社会和经济上的挑战。

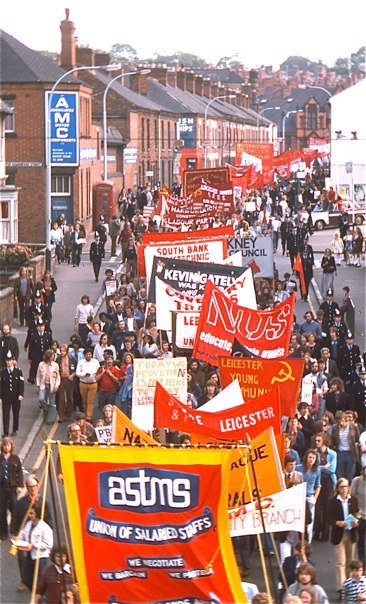
1974年8月，莱斯特反法西斯游行

#### 城市扩张；中部友好关系的建立
1945年以后，大量的房屋建筑在莱斯特持续了将近30年。像布朗斯通（Braunstone）这样现有的居住区已经扩大了，但也建了新的建筑用地，包括私人和委员会使用的。这个时代最后一个重大的发展是城市北部的博蒙特莱斯（Beaumont Leys），它在20世纪70年代开发成私人和委员会的混合型房屋。莱斯特的传统制造产业平稳下滑，而在市中心，工厂和轻工业场所现在已经几乎完全被取代。许多以前的工厂，包括蛙岛（Frog Island）和多尼索璞磨坊（Donisthorpe Mill）上的工厂都被大火烧毁。铁路和驳船的地位在20世纪60年代和70年代终于被汽车运输超越。大中央铁路和莱斯特&斯旺廷顿（Leicester and Swannington Railway）都关闭了，M1高速公路向北延伸把莱斯特连接到了英格兰不断增长的高速公路网络中。随着20世纪70年代和80年代大部分城市工业的减少，一些老工业岗位被服务业，特别是零售业的新工作所取代。海伊马基特购物中心（Haymarket Shopping Centre）于1971年开业，其次是城市的一些新的购物中心，包括1984年的圣马丁购物中心（St Martin’s Shopping Centre）和1992年的夏尔购物中心（Shire Shopping Centre）。随后，夏尔于2008年9月扩大规模，并更名为高十字（Highcross）。到了20世纪90年代，莱斯特的中心地位和良好的交通枢纽使它成为了一个配送中心，城市的西南地区也吸引了新的服务业和制造业业务。

#### 移民
自战争以来，莱斯特经历了来自世界各地的大规模移民。许多波兰军人在共产主义政权战争后被阻止返回祖国，因此他们在莱斯特建立了一个小社区。来自爱尔兰共和国的经济移民在战后时期继续来到莱斯特，来自印度次大陆的移民在20世纪60年代开始来到莱斯特。20世纪70年代初，从肯亞和烏干達来的亚洲人使移民的数量暴增。
1972年，伊迪·阿明宣布所有在乌干达的亚洲人有90天的时间离开这个国家。不久之后，莱斯特市议会发起了一场旨在劝阻乌干达亚洲人迁移到城市的运动。但宣传并没有收到预期的效果，相反，这让更多的移民意识到了在莱斯特定居的可能性。最初的乌干达难民中有将近四分之一（大约5000至6000人）在莱斯特定居，而到了20世纪70年代末，最初分散的难民中约有四分之一已经前往莱斯特。由于担心移民会对城市服务施加压力，而且那时至少有一名市议员认为是种族主义的原因导致了移民颠沛流离，所以不再进行宣传。最初的宣传带给人们的想法在接下来的几十年里发生了重大的变化，尤其是因为移民中有许多“乌干达最成功的企业”的所有者，但这样的想法还是受到了广泛的谴责，并被当作是整个英国反亚洲情绪的一个标志。
40年后，莱斯特市长彼得·索尔斯比（Sir Peter Soulsoby）为委员会的行为表示了重大的遗憾。
在20世纪90年代，一群索馬利亞裔荷兰公民在这座城市定居。自2004年欧盟扩大以来，大量东欧移民已经在这座城市定居。城市东北部的一些分区有超过70%的南亚人，西部和南部的分区都是超过70%的白人。种族平等委员会（CRE，Commission for Racial Equality）估计，到2011年，莱斯特将有50%的少数种族人口，使其成为英国第一个不是白人占多数的城市。这一预测是根据1991年（1991年人口普查28%少数种族）至2001年（2001年人口普查36%少数种族）间的少数种族人口增长得来的。然而，曼徹斯特大学社会科学院的卢迪·辛普森（Ludi Simpson）教授在2007年9月称，种族平等委员会“做出了无根据的声明，忽视了政府统计”，并称莱斯特的移民和少数种族社区已分散到其他地方。
为了与代表委员会、警局、学校、社区、信仰团体和媒体的成员协调社区关系，莱斯特水银报（Leicester Mercury）的编辑于2001年成立了一个莱斯特多元文化咨询小组（Leicester Multicultural Advisory Group）的论坛。

## 气候
莱斯特的气候属于海洋性气候，夏季温和，冬季凉爽，全年有雨，日照角度低。纽敦林福德（Newtown Linford）是离莱斯特最近的官方气象站，它位于莱斯特市中心西北方向约8公里的地方，就在城区的外缘。但在2003年就停止观测了。目前最近的气象站是距离市中心以西约16公里的马基特博斯沃思（Market Bosworth）。
纽敦林福德纪录的最高气温是在1990年8月时的34.5℃，但2003年8月在莱斯特大学测得气温有35.1℃。更通常来说，最高温会达到28.7℃，这是年平均最高气温。一年中气温应达到25.1℃或以上的日子，气温却仅达到了11.3℃。
纽敦林福德（Newtown Linford）纪录的最低气温是在1963年1月时的3℃。通常来说，一年中会纪录有54.9气霜。每年降雨平均684.4毫米，120.8天有1毫米或以上的降雨量。所有平均值均指1971年至2000年期间。
| 纽敦林福德气象数据（海拔119米，年份1971-2000，极端值1960-2003） |       |       |       |       |       |       |       |       |       |       |       |       |        |
| 月份                                                            | 1月   | 2月   | 3月   | 4月   | 5月   | 6月   | 7月   | 8月   | 9月   | 10月  | 11月  | 12月  | 全年   |
| 纪录高温（℃）                                                   | 13.6  | 17.9  | 21.7  | 23.9  | 26.5  | 31.5  | 32.3  | 34.5  | 27.7  | 23.3  | 16.2  | 14.6  | 34.5   |
| 平均高温（℃）                                                   | 6.3   | 6.9   | 9.7   | 12.2  | 16.0  | 18.6  | 21.4  | 21.1  | 17.7  | 13.5  | 9.1   | 7.1   | 13.3   |
| 平均低温（℃）                                                   | 0.5   | 0.5   | 2.1   | 3.3   | 6.0   | 8.7   | 10.8  | 10.7  | 8.8   | 6.0   | 2.8   | 1.3   | 7.1    |
| 记录低温（℃）                                                   | -16.1 | -11.7 | -11.1 | -6.6  | -3.3  | -0.9  | 2.8   | 2.8   | 0.0   | -6.2  | -7.4  | -14.4 | -16.1  |
| 平均降水量（毫米）                                              | 61.65 | 48.91 | 51.86 | 43.86 | 50.83 | 63.07 | 46.08 | 59.25 | 61.50 | 60.58 | 60.34 | 68.82 | 684.37 |
| 来源：KNMI                                                      |       |       |       |       |       |       |       |       |       |       |       |       |        |

## 地理

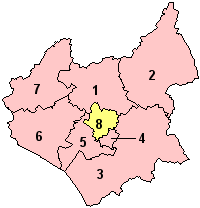
萊斯特郡行政區劃圖：
1. 查恩伍德區
2. 梅爾頓區
3. 哈伯勒區
4. 奧德比-威格斯頓區
5. 布萊比區
6. 欣克利-博斯沃思區
7. 萊斯特郡西北區
8. 萊斯特

英國國家統計局（Office for National Statisctics）把其定义为莱斯特城市地区（LUA，leicester Urban Area），宽泛地说，即莱斯特集合城市，尽管没有行政地位。莱斯特城市地区包括了单一管理区和几个城镇、村庄以及城市行政边界外的郊区。
萊斯特在萊斯特郡的正中央，北與查恩伍德區相鄰，東與哈伯勒區相鄰，東南與奧德比-威格斯頓區相鄰，西南與布萊比區相鄰，西南、西與欣克利-博斯沃思區相鄰。

### 附近城市
以下列出萊斯特附近的大城市（方位以萊斯特為量度點）：
| 城市         | 方位     | 距離（公里 / 英哩） | 距離（公里 / 英哩） | 備註             |
| ------------ | -------- | ------------------- | ------------------- | ---------------- |
| 倫敦         | 東南     | 144 km              | 89 mi               | 英國首都         |
| 格倫菲爾德   | 西北     | 5.4 km              | 3.3 mi              | 萊斯特郡行政總部 |
| 伯明翰       | 西南     | 55 km               | 34 mi               | 位於西米德蘭茲郡 |
| 彼得伯勒     | 東       | 60 km               | 38 mi               | 位於北安普敦郡   |
| 考文垂       | 西南     | 37 km               | 23 mi               | 位於西米德蘭茲郡 |
| 德比         | 西北     | 40 km               | 25 mi               | 位於德比郡       |
| 諾丁漢       | 北       | 36 km               | 22 mi               | 位於諾丁漢郡     |
| 北安普敦     | 東南偏東 | 47 km               | 29 mi               | 北安普敦郡郡治   |
| 伍爾弗漢普頓 | 西       | 68 km               | 42 mi               | 位於西米德蘭茲郡 |
| 沃爾索爾     | 西       | 58 km               | 36 mi               | 位於西米德蘭茲郡 |
| 達德利       | 西南     | 66 km               | 41 mi               | 位於西米德蘭茲郡 |

## 政府
1997年4月1日，莱斯特市议会成为了单一制地方议会。在此之前，地方政府是一种两层机构体系，市和郡议会负责地方政府服务的不同方面，莱斯特郡其他地方仍存在这种体系。莱斯特郡郡议会将其总部设在格伦菲尔德（Glenfield）的市政厅，在城市边界之外，但仍在城区范围内。莱斯特市议会的行政办公室从韦尔福德广场（Welford Place）搬迁到市中心的查尔斯街115号（115 Charles Street），逐步发展成为一个办公室和购物中心的综合性地方。有的服务（尤其是警察服务和救护车服务）仍覆盖整个城市和郡，但大多数情况下，议会是不需要这些服务的。
工党（Labour）的长期执政结束后（自1979年始），市议会自2003年5月起由罗杰·布莱克莫尔（Roger Blackmore）下属的自由民主党／保守党（Democrat/Conservative）联盟经营，此联盟于2004年11月解散。这座城市在罗斯·威尔莫特（Ross Willmott）的监督下由少数种族劳工组织管理，直到2005年5月自由民主党和保守党组成一个新的联盟，罗杰·布莱克莫尔（Roger Blackmore）又一次成为这个联盟的领导人。
莱斯特分为21个行政区：修道院（Abbey）、艾尔斯通（Aylestone）、博蒙特莱斯（Beaumont Leys）、贝尔格雷夫（Belgrave）、布朗斯通公园&罗利园（Braunstone Park&Rowley Fields）、卡斯尔（Castle）、埃文顿（Evington）、艾尔斯蒙塞尔（Eyres Monsell）、福斯（Fosse）、亨伯斯通&哈密尔顿（Humberstone&Hamilton）、奈顿（Knighton）、北埃文顿（North Evington）、拉什伊米德（Rushey Mead）、沙弗朗（Saffron）、斯平尼山（Spinney Hills）、斯通尼盖尔（Stoneygate）、特恩考特（Thurncourt）、特伦（Troon）、韦斯特科特斯（Westcotes）、韦斯顿（Western）、威克里夫（Wycliffe）。
在2007年5月3日的地方政府选举中，莱斯特工党再次获得了议会的掌控权，可以说是一场压倒性胜利。在获得18名新议员后，工党在当天投票给38名议员，形成了超过20名的执政多数党。但重要的是，2003年绿党（Green Party）在抽签中失败后，它在卡斯尔行政区（Castle Ward）获得第一批议员，尽管随后其中有一名议员辞职了，其席位也在2009年9月10日的补缺选举中不再属于工党。保守党的代表人人数有所下降。自由民主党是主要的输家，议员从2003年25名跌至2007年的6名。
在2011年5月5日的地方政府选举中，工党赢得了全市54个席位中的52个席位，保守党和自由民主党则各获一席。
莱斯特分为3个议会选区，全都在工党控制之下：莱斯特东部，代表人是凯斯·瓦兹（Keith Vaz）；莱斯特南部，代表人是乔恩·阿什沃思（Jon Ashworth）；以及莱斯特西部，代表人是莉丝·肯德尔（Liz Kendall）。
2011年4月，当时的莱斯特南部国会议员彼得·索尔斯比阁下（Sir Peter Soulsby）离开下议院，参与竞选莱斯特市市长。

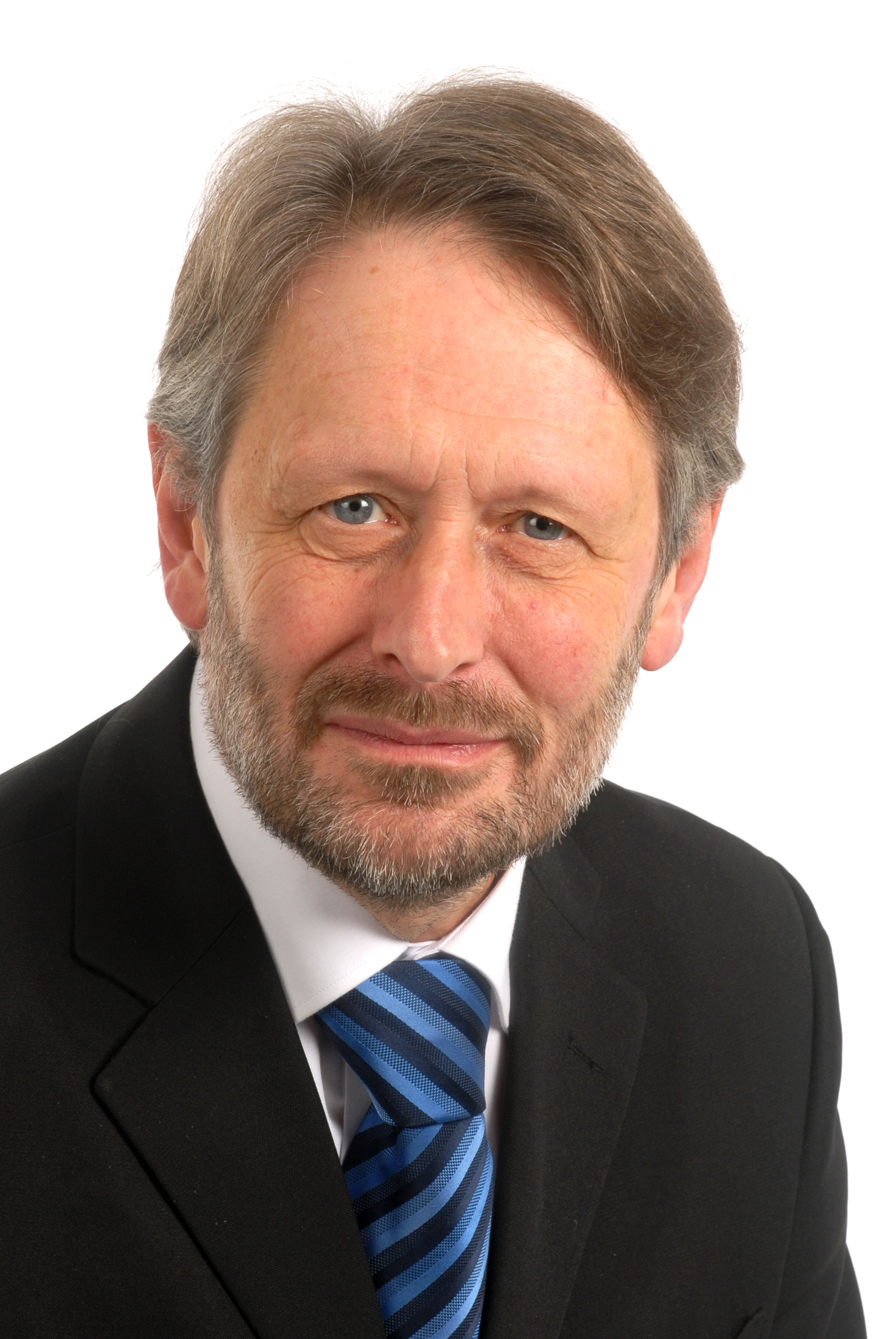
彼得·索尔斯阁下（Sir Peter Soulsby），首位亦是现任莱斯特直选市长

2011年5月5日，彼得·索尔斯比（Peter Soulsby）成为莱斯特首位直选市长。
在设立民选市长（elected executive Mayor）之前，市民领袖（civic mayor）和非民选市长大人（Lord Mayor）的职位就已存在。诺曼骑士彼得（Peter fitz Roger），在1251年成为莱斯特的第一任市长。恢复城市地位后，彼得荣升为“市长大人”。在 1987年，戈尔丹·帕尔马委员（Gordhan Parmar）被理事会间接选举为莱斯特第一位来自亚洲的市长。在2011年建立民选市长制度后，非民选市长大人仍作为一个礼仪职位保留在莱斯特市议会。

## 盾徽
莱斯特盾徽公司于1619年首次被纹章院（Heraldic Vistation）认可，其纹章是基于莱斯特的第一位伯爵——罗伯特·博蒙特（Robert Beaumont）。标志是一个五瓣花形的“白底黑点”，嵌在红色的盾牌上，这个徽章被市议会采用。
1919年莱斯特再次成为城市后，市议会申请添加纹章。在加入了代表莱斯特的兰开斯特伯爵的狮子后，这一申请在1929年被批准。
英国女王伊丽莎白一世的座右铭是“始终如一”（ “Semper Eadem”），她曾授予莱斯特皇家宪章。这句座右铭的意思是“总是相同”，但还具有积极乐观的言外之意——坚持、可靠或可信赖的。顶部的饰章是一只在红白花冠上的白色或银色无腿飞龙，身上带有红色和白色伤口。不同于其他的双足飞龙，莱斯特的无腿飞龙可以轻易的被辨认出。两边的狮子戴着衣领式的冠冕，白色的五瓣花挂在它们身上。

## 人口统计

### 人口比较
2011年人口普查结果显示，莱斯特单一管理区的人口数为329839，比2001年英国人口普查数据的279921人增加了11.8％。涉及更广范围的莱斯城市地区人口预计为50.9万人。莱斯特单一管理区的人口数略高于诺丁汉，而诺丁汉的城市人口数却高于莱斯特。欧盟统计局较大城市区（Eurostat’s Larger Urban Zone）的人口数据显示莱斯特的人口数为836484（2011年），此数据刚刚高于东米德兰地区的周边地区；大都市和市区人口往往相似。2011年人口普查数据显示，莱斯特19岁及以下的人口在东米德兰地区为27％，所占比例最高。位于西南方的考文垂人口数接近莱斯特，但由于靠近伯明翰，所以其城市和大城市区的人口数较低。
欧盟统计局在2015年度区域统计年鉴中将莱斯特列为国家十一个“大城市”之一，米德兰兹地区还包括伯明翰以及诺丁汉。
| Leicester compared |        |                |          |
| 2011年英国人口普查 | 莱斯特 | 东米德兰兹地区 | 英格兰   |
| 人口总计           | 329839 | 4533222        | 53012456 |
| 出生于国外         | 33.6%  | 9.9%           | 13.8%    |
| 白人 (2001)        | 63.9%  | 93.5%          | 90.9%    |
| 白人 (2011)        | 50.6%  | 89.3%          | 85.5%    |
| 南亚人(2001)       | 29.9%  | 4.0%           | 4.6%     |
| 南亚人(2011)       | 31.8%  | 5.1%           | 5.5%     |
| 黑人 (2001)        | 3.1%   | 0.9%           | 2.3%     |
| 黑人 (2011)        | 6.3%   | 1.7%           | 3.4%     |
| 混血 (2001)        | 2.3%   | 1.9%           | 1.3%     |
| 混血 (2011)        | 3.5%   | 1.4%           | 2.2%     |
| 东亚及其他(2001)   | 0.8%   | 0.5%           | 0.9%     |
| 东亚及其它(2011)   | 5.3%   | 1.3%           | 2.2%     |
| 基督教             | 32.4%  | 58.8%          | 59.4%    |
| 穆斯林             | 18.6%  | 3.1%           | 5.0%     |
| 无宗教信仰         | 17.4%  | 15.2%          | 24.7%    |
| 印度教             | 15.2%  | 2.0%           | 1.5%     |
| 其他               | n%     | N2%            | N3%      |
| 以英语为主要语言   | 69.3%  | 93.3%          | 90.9%    |

对于种族构成，据2011年人口普查数据显示，50.6％为白人（英国白人占45.1％、爱尔兰白人占0.8％、吉普赛人占0.1％、其他白人占4.6％），37.1％的人口为亚裔（印度占28.3％ 、巴基斯坦人占2.4％、华裔占1.1％、其他亚裔占4.0％），混合种族的人口为3.5％（白人和黑人加勒比地区占1.4％、白人和来自非洲的黑人占0.4％、白人和亚洲人为1.0％、其它占0.7％ ），黑人占6.3%（非洲人占3.8％、加勒比人占1.5％、其他黑人占1.0％），阿拉伯人占1.0％以及其他种族占1.6%。

### 语言
莱斯特市议会在2008年发布的人口资料表明：
除了英语，该城市还使用约有70种语言和/或方言。 除了英语和西欧／中欧的主要语言之外，有时也会听到八种首选民族语言：城市居民对古吉拉特语的使用率为16％、旁遮普语为3％，索马里语为4％以及乌尔都语为2％。 其他较小的语言包括印地语和孟加拉语。 随着越来越多的人移居到这座城市，一些新的语言和／或方言也渐渐开始使用，例如非洲、中东以及东欧的语言。
在莱斯特的某些小学，45％的学生的首选语言不是英语，除英语之外，学生们把其他语言作为母语的比例明显高于米德兰地区的其他城市甚至整个英国。

### 人口变化
| 莱斯特从1901年开始的人口增长 |        |        |        |        |        |        |        |        |        |        |
| 年份                         | 1901   | 1911   | 1921   | 1931   | 1939   | 1951   | 1961   | 1971   | 2001   | 2011   |
| 人口                         | 211579 | 227222 | 234143 | 239169 | 261339 | 285181 | 273470 | 284208 | 279921 | 329600 |

## 经济
莱斯特是东米德兰兹地区最大的经济体。最近，东米德兰兹发展局（EMDA /Experian）的一项研究预测总增加值（GVA）达到153亿英镑。在莱斯特及其周边地区有总部或重要场所的公司包括；Brantano Footwear（鞋子品牌）、Dunelm Mill（家居产品零售商）、NEXT（服装品牌）、Shoe Zone（鞋店）、Everards brewing and associated（连锁酒吧）、KPMG（毕马威）、Mazars（玛泽）、Cambridge & Countries Bank（银行）、HSBC（滙豐银行）& Santander banking（桑坦德银行）、Hastings Insurance（黑斯廷斯保险）、British Gas（英国天然气公司）、British Telecom（英国电信公司）、Caterpillar （Inc.）（卡特彼勒有限公司）、Topps Tiles（瓷砖品牌）以及DHL（敦豪速递公司）。
在历史上，该市与纺织、服装和鞋子生产有着密切的联系。而一些重要的公司都已经倒闭，例如Corah（纺织品公司）、Liberty Shoes（利伯缇鞋）以及Equity Shoes（鞋子品牌）；一些公司仍活跃在城市中，例如Boden（服装品牌）和NEXT（服装品牌）。此外，近年来较高的运输价格以及亚洲全球化生产而导致的交货时间延长，意味着一些纺织厂商会正在进驻该市。

### 工程
工程是莱斯特经济的重要组成部分。一些公司包括Jones & Shipman（钟思敏——机床和控制系统）、Richards Engineering（铸造设备）、Transmon  Engineering（材料处理设备）和Trelleborg（特瑞堡——用于铁路、船舶和工业应用的悬挂部件）。当地致力于培养英国工程师，包括与当地公司合作的学徒计划（Apprenticeship schemes），并与莱斯特大学、德蒙特福特大学以及附近的拉夫堡大学的工程学院建立学术工业联系。莱斯特也是著名钟表品牌（Gents’ of Leicester）的生产地。

### 购物
莱斯特市中心有两个主要的购物中心：莱斯特高十字（Highcross）购物街以及海伊马基特（Haymarket）购物中心。海伊马基特（Haymarket）购物中心于1974年开业，属于城市的第一批建筑。这里拥有多层停车场，最多可停放500辆汽车、商场共有两层，并带有车站，其前身为海伊马基特剧院（Haymarket Theatre）。在重新开发成“莱斯特郡的中心”后，高十字（Highcross）购物街于2008年开业，耗资3.5亿英镑（拥有120家商店、15家餐馆、一个电影院，和11万平方米的购物空间）。

### 饮食
亨利·沃克（Henry Walker），曾是一个成功的猪肉屠夫，他从曼斯菲尔德（Mansfield）来到莱斯特，并于18世纪80年代接管位于高街（High Street）已创立的企业。沃克的第一批薯片生产线是位于莱斯特牛津街上沃克工厂（Walker’s Oxford Street factory）的一个空的高层上。初期，土豆是纯手工切片，并在普通的鱼和薯条油炸锅里油炸。沃克的薯片企业于1971年卖给美国一个名为Standard Brands（食品品牌）公司，之后又卖给菲多利公司（Frito-Lay）。目前，乐事薯片在博蒙特莱斯（Beaumont Leys）有两家工厂，每日生产1000万袋薯片，是英国最大的食品品牌。博蒙特莱斯（Beaumont Leys）拥有世界上最大的生产工厂。
同时，萨姆沃兄弟公司（Samworth Brothers）于1986年买断了香肠和馅饼生意的股份。位于科布登街（Cobden Street）的店发展的很快，目前在博蒙特莱斯（Beaumont Leys）的肉类加工厂和面包店均有生产只肉馅饼，很巧的是，它们就位于薯片工厂的旁边。每星期生产超过三百万的馅饼，这些馅饼在沃克品牌以及在英国独立零售商下出售，例如在乐购超市（Tesco）出售。亨利·沃克的肉铺位于4–6齐普赛街（4-6 Cheapside），在2012年三月肉铺的所有者Scottish Fife Fine Foods（食品公司）破产之前，肉铺还在出售香肠和馅饼，但在2012年圣诞节期间肉铺仍短暂开业出售馅饼。

## 地标建筑
莱斯特有十大考古遗迹和十三座英国一级登录建筑（Grade I Listed   buildings）：例如莱斯特城堡（Leicester Castle）和犹太人墙（Jewry Wall），都被列入这两份名单当中。
20世纪建筑：
莱斯特大学工程学院大楼（由建筑师詹姆斯·斯特林（James Stirling）和詹姆斯·高恩（James Gowan）设计，是英国二级登录建筑 Grd II Listed）、金斯通百货公司（kingstone）、贝尔格雷夫门（Belgrave Gate，由建筑师雷蒙德·麦格拉斯（Raymond McGrath）设计：英国二级登录建筑），以及国家航天中心塔楼（National Space Centre Tower）。
老式建筑：
公园：
修道院公园（Abbey Park）、植物园（Botanic Gardens）、城堡公园（Castle Gardens）、Gorse Hill City Farm、Grand Union Canal、奈顿公园（Knighton Park）、纳尔森·曼德拉公园（Nelson Mandela Park）、索尔河（River Soar）、维多利亚公园（Victoria Park），以及Watermead国家公园（Watermead Country Park）。
 工业：
阿比抽水站（Abbey Pumping Station）、国家航天中心（National Space Centre），以及大中央铁路（Great Central Railway）。
朝拜场所：
Three Jalaram Prathana Mandal（印度神庙）、the Stake Centre of the LDS Church's Leicester England Stake（耶稣基督后期圣徒教会）、Jain Centre（耆那教中心）、Leicester Cathedral（莱斯特大教堂）、Leicester Central Mosque（莱斯特中央清真寺）、Masjid Umar （奥尔马清真寺）、Guru Nanak Gurdwara（锡克教拿那克宗师谒师所），以及Neve Shalom Synagogue（犹太进步分子）。
历史建筑：
市政厅（Town Hall）、吉尔德霍尔（Guildhall）、贝尔格雷夫中心大厅（Belgrave Hall）、犹太墙（Jewry Wall）、世俗大厅（Secular Hall）、阿比城堡（Abbey Castle）、圣玛丽德卡斯特罗教堂（St Mary de Castro）、城市间（The City Rooms），以及纽华克弹药库大门（Newarke Magazine Gateway）。
购物场所：
Abbey Lane-grandes surfaces（位于修道院道的购物场所）、Beaumont Shopping Centre（博蒙特购物中心）、Belvoir Street/Market Street（Belvoir街/Market街）、Fosse Shopping Park（护城河购物公园）、Golden Mile（黄金路）、Haymarket Shopping Centre（海伊马基特购物中心）、Highcross（高十字购物街）、Leicester Lanes（莱斯特道）、Leicester Market（莱斯特露天市场）、Oadby（奥德比）、St Martin's Square（圣马丁广场）、Silver Arcade area（银街地区）、Thurmaston Retail Village & Wigson（打折村）。
运动：
皇权球场（King Power Stadium）：莱斯特城足球俱乐部，韦尔福德路（Welford Road）：莱斯特老虎队（橄榄球）、格雷斯路（Grace Road）：莱斯特郡板球俱乐部、博蒙特体育中心（Beaumont Sports Complex）：莱斯特石狮高速公路、莱斯特体育馆（Leicester Sports Arena）：莱斯特车手、红花巷体育中心（Saffron Lane sports centre）：莱斯特coritanian体育俱乐部。

## 全景（莱斯特郊区）

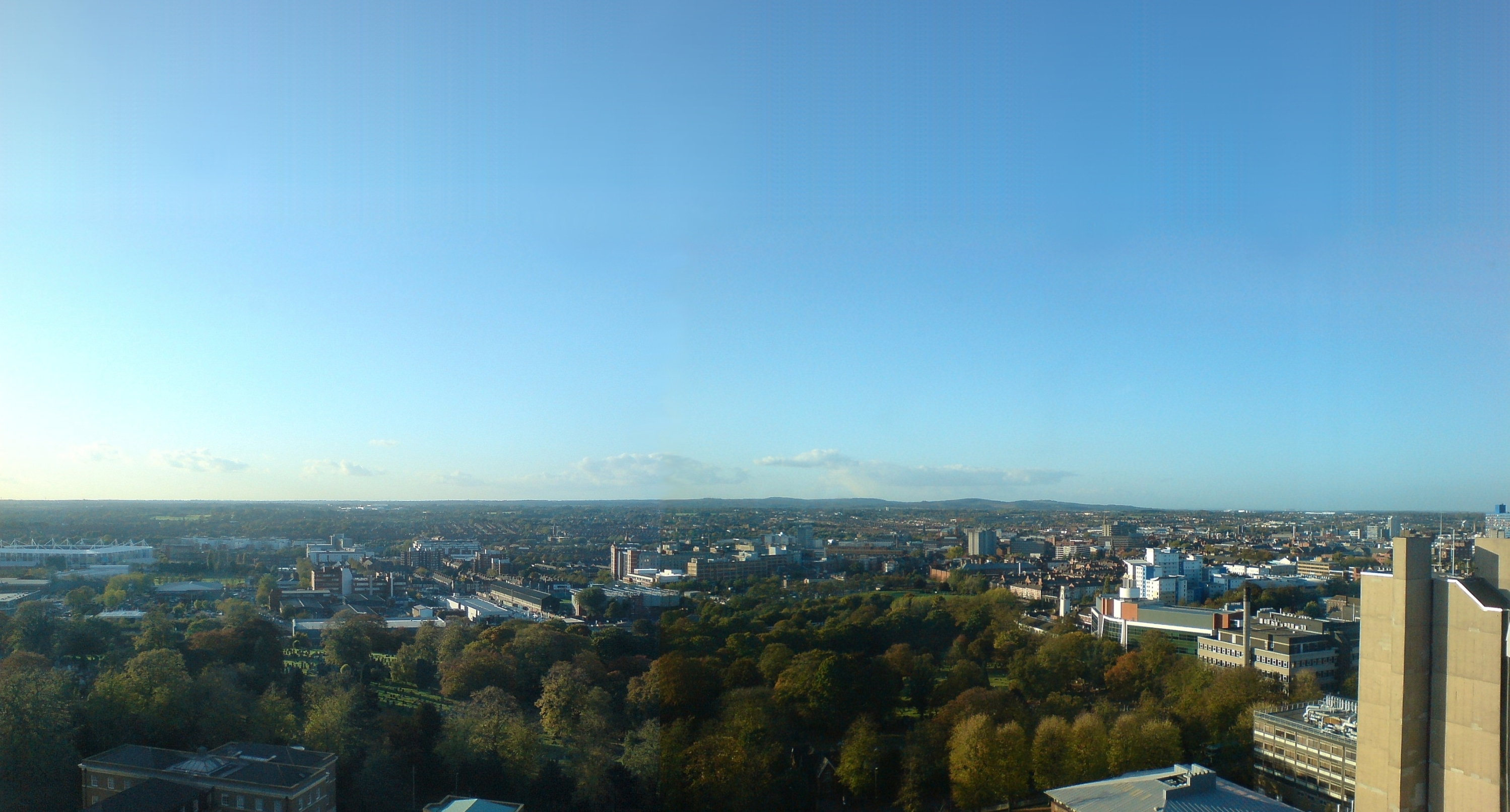
从莱斯特大学阿登波罗大楼（Attenborough Tower）的顶层看由西向北的景色。最前方是位于韦尔福德路（Welford Road）的墓地以及不同的莱斯特大学教学楼。向远处可看到地标性建筑包括皇权球场（莱斯特城足球俱乐部）、韦尔福德路（Welford Road）（莱斯特橄榄球老虎队）、莱斯特皇家医院（Leicester Royal Infirmary）、/新街中心（New Street Centre）{拆除后}（莱斯特市议会），以及圣乔治塔（St. George’s Tower）。

## 交通

### 机场
东米德兰兹机场（East Midlands Airport, EMA），靠近达宁顿堡（Castle Donington），距离莱斯特西北方向32公里，是离莱斯特最近的国际机场，可开车或坐公共汽车到达。这里可为乘客提供定期航班和包机服务。对于各主要配送地的邮政服务和货运网，东米德兰兹机场是重要的枢纽站。
或者可选择距离莱斯特西南方向61公里的伯明翰机场（Birmingham Airport, BHX），开车仅需45分钟至一小时左右；
距离莱斯特东南119公里的倫敦盧頓機場（London Luton Airport），开车或坐火车仅需1个半小时至1小时45分钟；
希思罗机场（Heathrow Airport, LHR），距离莱斯特东南方向164公里。经高速公路往南仅需2至三小时；或乘坐东米德兰兹火车（East Midlands Trains）到达伦敦换乘地铁/希思罗机场快线（Heathrow Express）/希思罗机场列车（Heathrow Connect）。
距离莱斯特市中心往东10公里的莱斯特私人机场（Leicester Airport, LRC），目前不提供公共交通服务。
注意：从莱斯特LE1出发的距离。

### 公交
莱斯特有两个主要的公交车站：圣玛格拉特长途汽车站（St Margaret’s Bus Station路和新使用的（2016年5月）海伊马基特汽车站（Haymarket Bus Station）。
这里有三个停车场和换乘点，位于梅奈尔戈尔斯（莱斯特森林东部，Meynells Gorse）、伯斯托尔（Birstall）以及恩德比（Enderby）；公交车每15分钟一班。停车场和换乘点提供的摆渡车（Quicksilver Shuttle），由市议会和郡议会下的罗伯特大巴（Robert Coaches）承包，这些车从圣尼古拉斯环形路（St. Nicholas Circle）附近的专用车站发车。
莱斯特以及其周边地区的主要巴士经营商有Arriva Fox County、Centrebus、First Leicester、Hinckley Bus（属于Arriva Midlands公司）、Kinchbus、Leicester Bus以及Stagecoach Midlands。

### 国家自行车道路
国家自行车道路网6号线穿过莱斯特郡以及一些其他次要路线。莱斯特自行车公园（Leicester Bike Park）也位于市政厅广场（Town Hall Square）。“单车工程”（”Cycle Works”）自行车技工培训中心（Bike Mechanic Training Centre）位于惠灵顿街成人教育中心（Wellington Street Adult Education Centre）及之前的中央借阅图书馆（Central Lending Library）。

### 铁路

#### 主线铁路

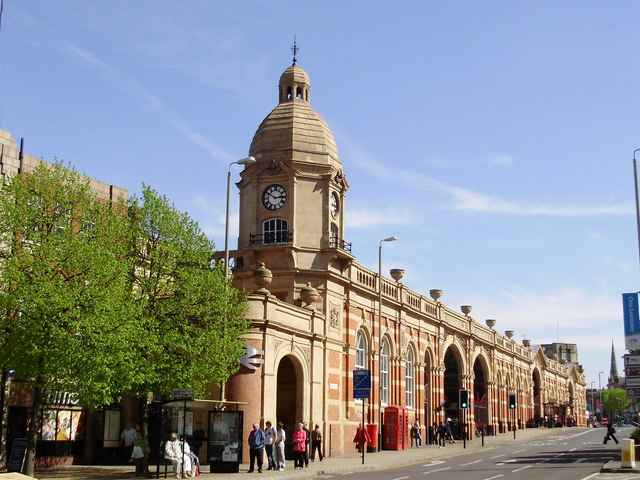
萊斯特車站

莱斯特火车站位于市中心东侧的伦敦路（London Road）A6号。
铁路网对于莱斯特有着日益增长的重要性。自2007年11月伦敦圣潘克拉斯国际火车站（London St. Pancras International）开通“欧洲之星”国家服务后，莱斯特火车站就与圣潘克拉斯火车站紧密连接，继续通往里尔、布鲁塞尔、巴黎及更远。
东米德兰兹火车（East Midlands）提供城际交通服务，以’快速’和’常速’火车连接莱斯特和伦敦、东南部、东米德兰地区主要城镇、约克郡，以及提供东米德兰地区的当地交通。纵贯铁路线（CrossCountry）火车提供跨区域交通服务，连接到西米德兰兹（West Midlands）地区和东盎格利亚（East Anglia），可从附近的纳尼顿（Nuneaton）通往西海岸干线或从彼得伯勒（Peterborough）通往东海岸干线。
从莱斯特火车站到伦敦圣潘克拉斯国际火车站，这条米德兰干线全程为159公里，早晨高峰期平均需要1小时25分钟到达，低峰期最快仅需1小时6分钟到达伦敦。之后乘坐伦敦地铁或泰晤士联线火车仅需15至25分钟即可到达伦敦市中心，或再多乘坐15至25分钟即可到达伦敦西区，而到达伦敦金融城（Canary Wharf）需再多一倍的时间。从莱斯特到谢菲尔德大约需要1小时，到利兹和约克大约需要2小时。到达伯明翰仅需50分钟，经过彼得伯勒到剑桥大约需要1小时55分钟，并有直达火车通往位于更远的北埃塞克斯的斯坦斯特机场。

#### 大中央铁路
莱斯特中央火车站位于大中央铁路线旁建，此火车站建于维多利亚晚期，现已停止使用。大中央铁路线（Great Central Railway line）从伦敦馬里波恩火車站发车向北部开。 英国铁路主席兼工程师理查德·比钦（Richard Beeching）于上个世纪60年代停用此路线。但至今仍保留并运营其中一段铁路线，这段铁路线位于东米德兰兹的拉夫堡大中央火车站，并仍在为游客提供服务。这条铁路线穿过莱斯特郡中部，途径位于斯维斯兰德水库（Swithland），到达莱斯特火车北站终点站（Leicester North railway）。

### 公路
莱斯特位于英国主要的北/南向M1高速公路的中心位置，21号、21A号和22号交叉口位于伦敦和利兹/约克之间。M1高速公路在这个中间点横穿过英国另一条主要的东北／西南向高速公路。M69高速公路和A46干道分别与通往纽瓦克特伦特（Newark-on-Trent）和考文垂（Coventry）的A1和M6高速公路相接。通往伯明翰机场的M42高速公路终点位于莱斯特郡西北部，约在莱斯特市区西北方向的19公里处。
莱斯特是A6/（A14）、A50、A47、A607干线公路以及A426和A5199主要途径的交叉点。

## 教育
莱斯特有多所综合学校和私立学校。国家资助的文法学校（State-funded grammar schools）关闭后，莱斯特文法学校 （Leicester Grammar school）于上世纪80年代成立，它是英国名校长协会（HMC）成员的。莱斯特有三所高等中学，前身都是文法学校。
作为当地政府整顿计划的一部分，莱斯特市当地教育局于1997年刚成立，但前期的发展并不顺利——1999年英国教育标准办公室（Ofsted）来审查时发现它存在“很多不足，少数优势”，但自那以后教育局有了很大的改善。
近期提高全市教育系统的计划包括萨姆沃企业学院（Samworth Enterprise Academy）的开幕，这所学院招收住在沙弗朗（Saffron）和艾尔斯蒙塞尔（Eyres Monsell）区的孩子们，由英格兰教会（Church of England）和萨姆沃斯兄弟（食品制造商，Samworth Brothers）的主席大卫·萨姆沃斯（David Samworth）共同赞助。
在“为未来建造学校”（”Building Schools for the Future”）项目中，莱斯特市议会已经与开发商米勒联盟（Mille Consortium）签订3.15亿英镑的合约，重建博蒙特莱斯学校（Beaumont Leys School）、贾奇梅朵社区学院（Judgemeadow Community College）、位于艾文顿路（Evington Road）的莱斯特城市学院（the City of Leicester College），以及位于拉什伊米德（Rushey Mead）的索尔谷学院（Soar Valley College），并要整修位于布朗斯通（Braunstone）的复合斯特 社区学院（Fullhurst Community College）。
莱斯特市议会于2006年对儿童服务方面进行重大整顿，成立了一个新的儿童及青年服务处。
莱斯特是英国最后一个为小学提供约189毫升的玻璃瓶装牛奶的城市之一。在2007年，供应商将玻璃瓶改为塑料瓶。

### 高等教育
莱斯特有两所大学：莱斯特大学（University of Leicester），在1957年获得皇家宪章，是英国首屈一指的大学之一，在2009年的完全大学指南（Complete University Guide）中排名第十二位；另一所大学是于1969年建立的德蒙福特大学（De Montfort University），曾称为莱斯特理工学院（Leicester Polytechnic），于1992年取得大学认可。
英国国家航天中心也位于莱斯特，位于修道院大道（Abbey Lane），部分原因是由于莱斯特大学是英国少数开设航天科学专业的大学之一。

## 文化
该市每年都举办同志骄傲大游行（Pride Parade (Leicester Pride)）、加勒比狂欢节（除伦敦外英国最大的）、印度以外最大的印度排灯节庆祝活动，以及莱斯特的喜剧节是英国同类节目中规模最大的。莱斯特最知名的地方是在市中心附近的梅尔顿路（Melton Road），那里有许多不同的零售商店和餐厅。从衣服到美食，从专业的新娘/新郎化妆到家电，这条路促进并保留了许多全世界正宗的文化。莱斯特是一个多种宗教的城市，而最能体现宗教特色的是梅尔顿路（Melton Road）。居民多为莱斯特人，梅尔顿路（Melton Road）是一个让他们具有强烈归属感的地方。
自1996年起，莱斯特每年都举办国际短片电影节（Leicester International Short Film Festival），标题为“秒拍”（“Seconds Out”）。这已成为英国最重要的短片电影节之一，通常在11月初举行，有多个举行场馆，包括凤凰艺术中心（Phoenix Arts Centre）。
该市著名艺术场馆：
曲线剧院（Curve Theatre）：
由拉斐尔·维诺利（Rafael Viñoly）设计的这座全新的表演艺术中心于2008年秋天开放。剧院里的设施都是由海伊马基特剧院（Haymarket Theatre）提供，之后改造并升级硬件设施。其位置位于文化区（ Cultural Quater）。
德蒙特福特音乐厅（The De Montfort Hall）
小剧场（The Little Theatre）
城市画廊（The city Gallery）：
该地区领先的当代艺术画廊之一
菩提树中心（The peepul Centre）：
由伦敦ABA工作室（Andrzej Blonski Architects）设计，  这座投资了1500万英镑的中心开放于2005年，其中包括礼堂、餐厅、网吧、健身房、舞蹈室供当地居民使用，并可于会议和活动期间使用。该中心曾于副议员竞选演说期间接待了英国前首相戈登·布朗（Gordon Brown）和其他高级工党人士（senior Labour Party figures）。
凤凰广场（Phoenix Square），于2009年替代凤凰艺术中心。

### 博物馆

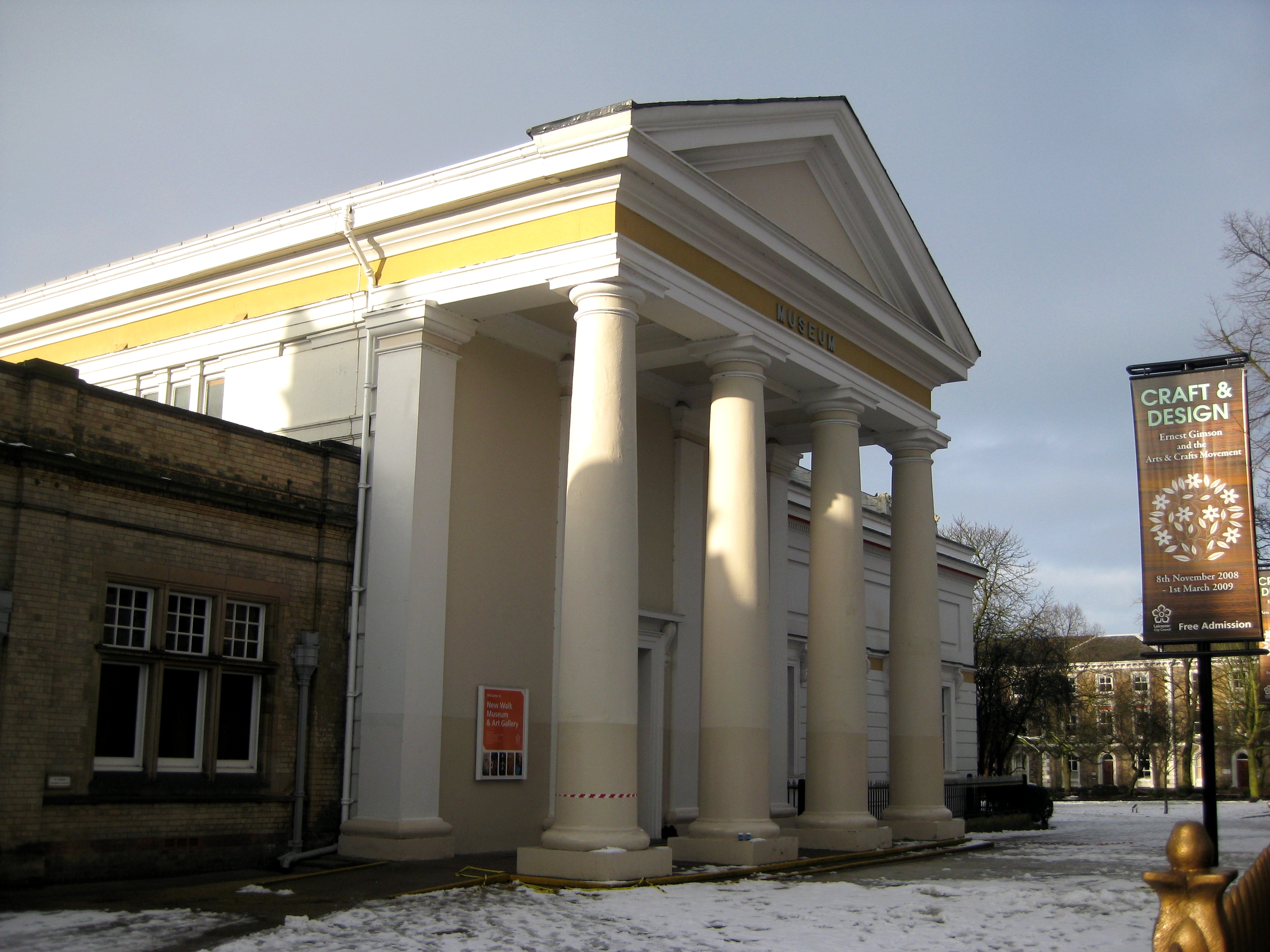
新沃克博物馆（New Walk Museum）

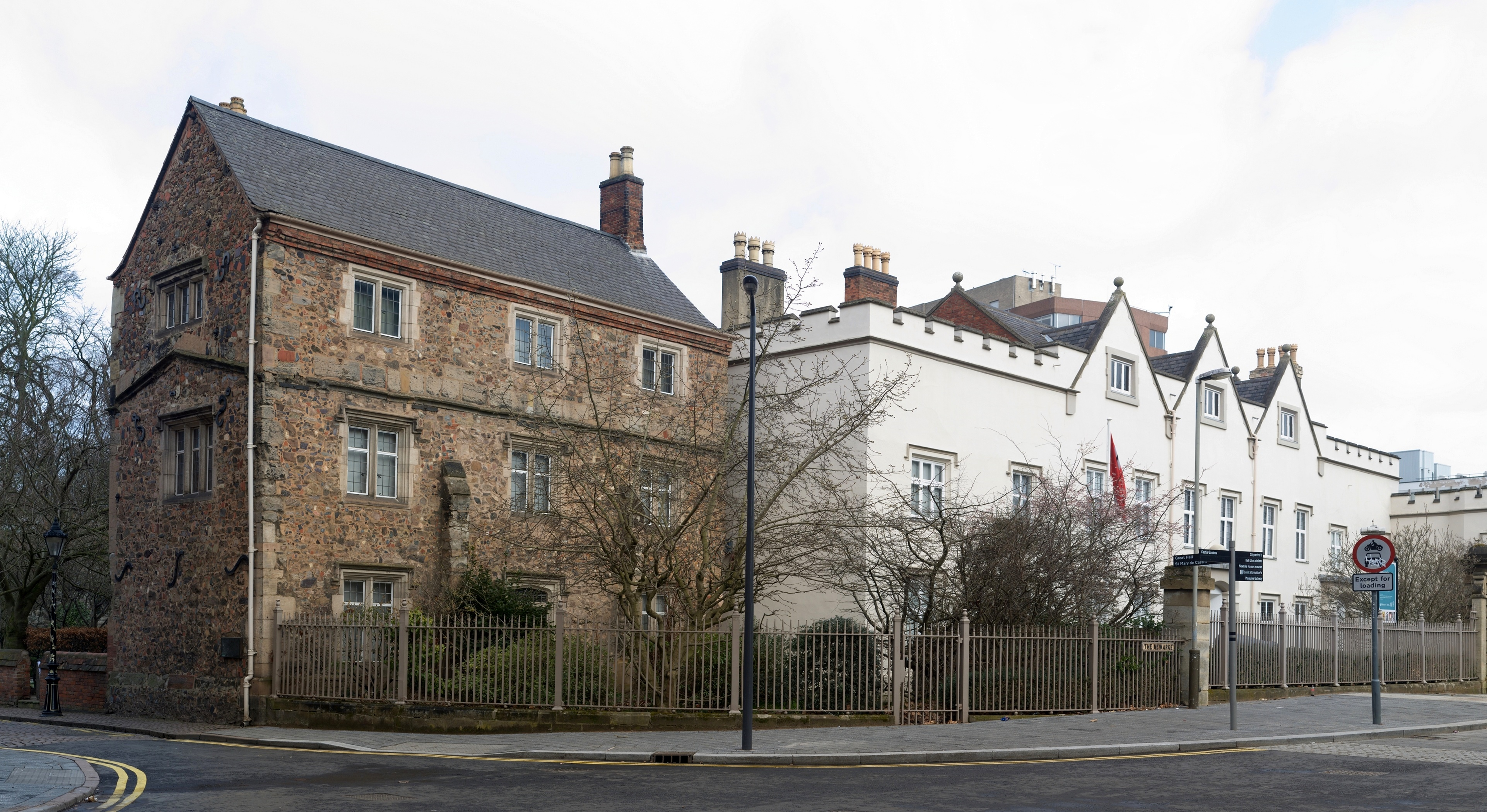
纽华克豪斯博物馆（英国二级登录建筑，Newarke Houses Museum）

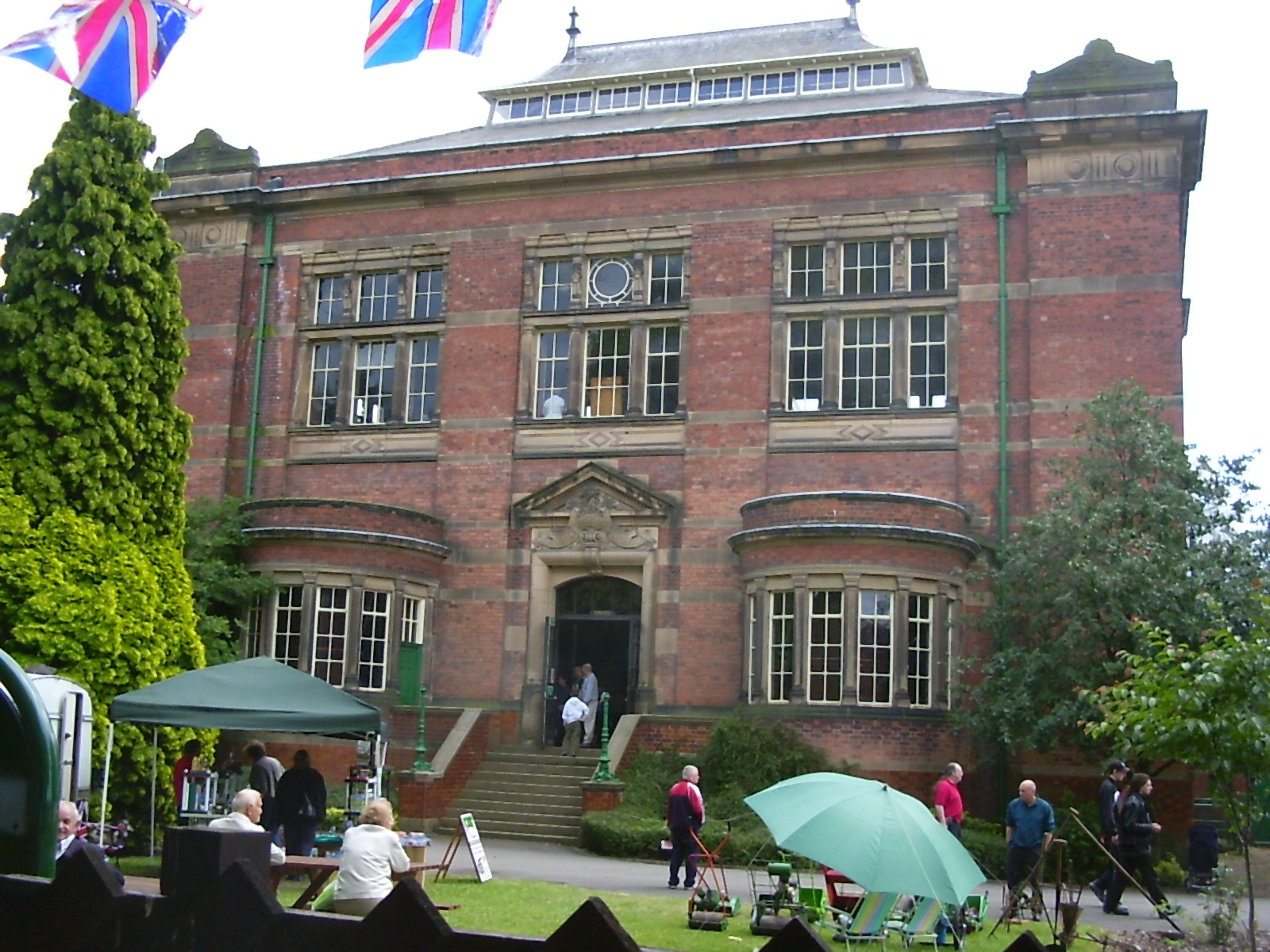
阿比抽水站（Abbey Pumping Station）

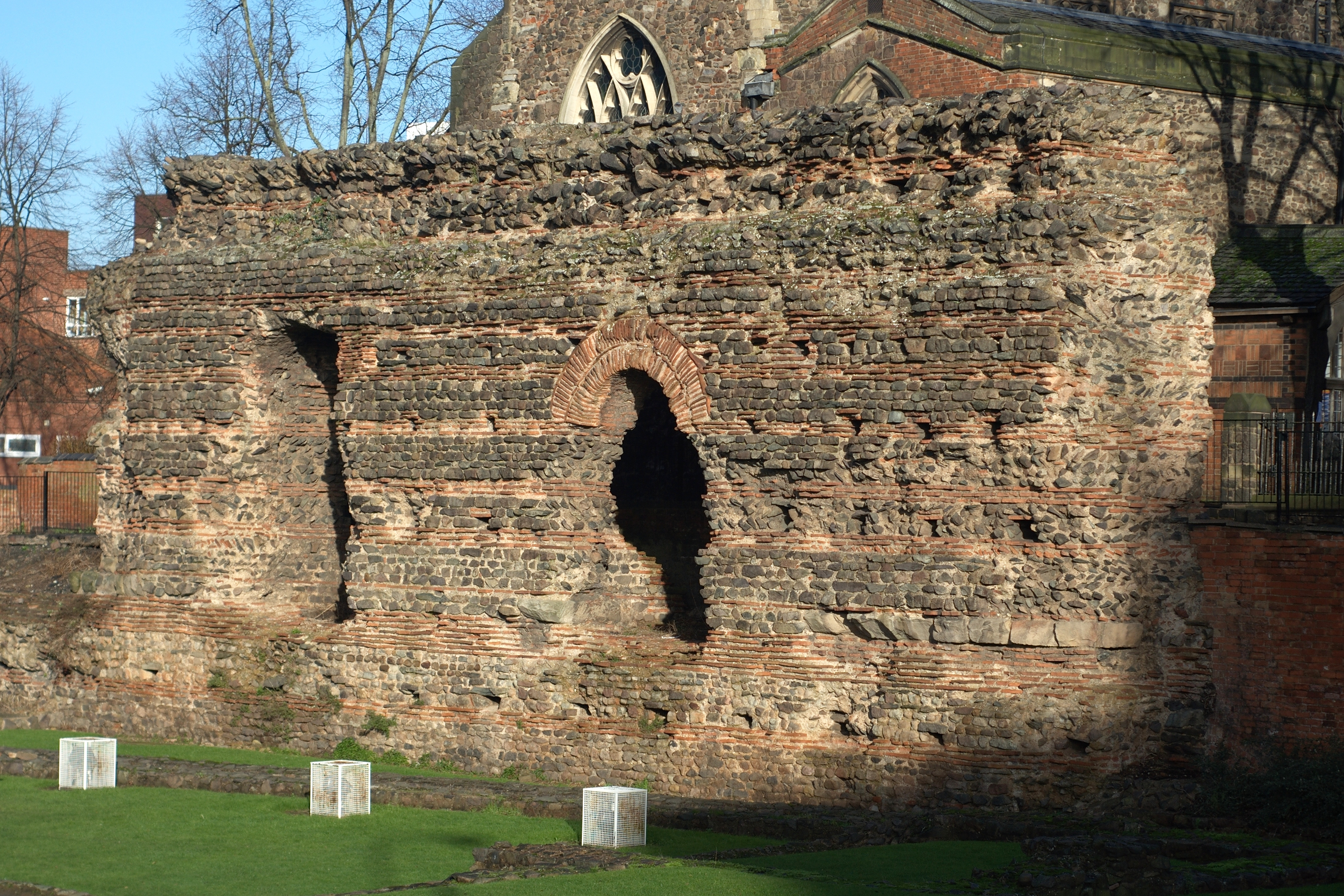
犹太墙博物馆（Jewry Wall Museum）

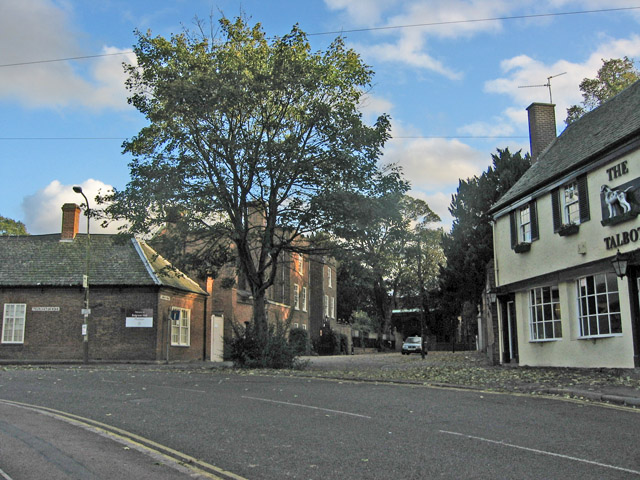
贝尔格雷夫礼堂（Belgrave Hall）

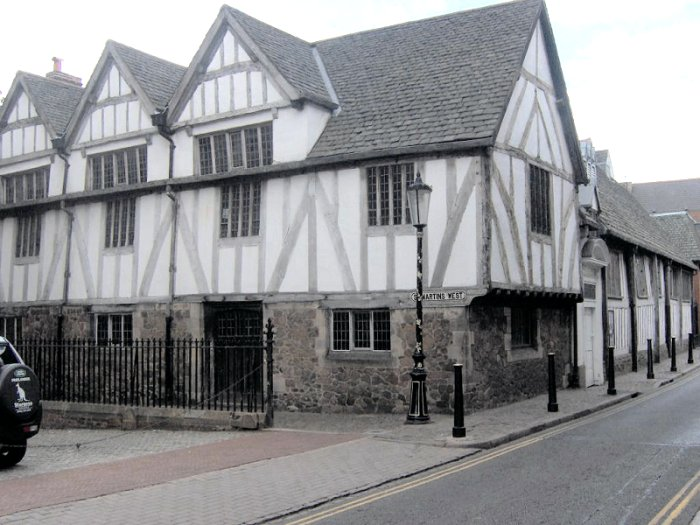
市政厅（The Guildhall）

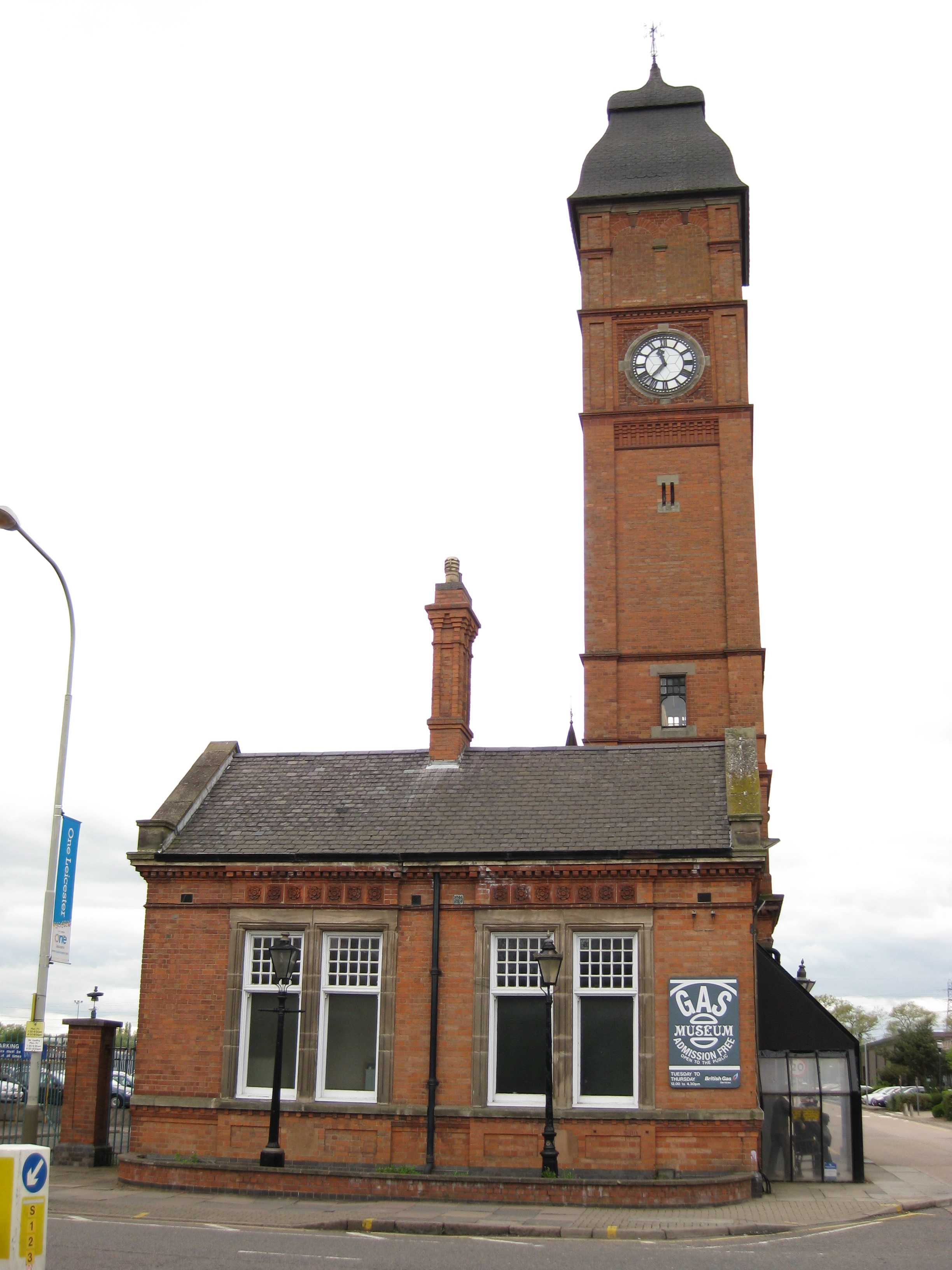
瓦斯博物馆（Gas Museum）

### 音乐

#### 流行文化
由苏·汤森 以日记形式出版的虚构小说中的人物艾德里安·莫尔 (Adrian Mole)，故事以莱斯特为背景。在书的开始部分，艾德里安生活在莱斯特的郊区，并在当地一所学校,遇到了他的一生所爱 —— 潘多拉·布雷思 (Pandora Braithwaite)。
艾德里安在牛津和伦敦工作了一段时间后，便回到了莱斯特在一家二手书店，并住进了一座“高档”公寓，公寓前的小河有许多天鹅，这是圣尼古拉斯环形路（St. Nicholas Circles）附近比较具有代表性的建筑。由于巨大的债务，艾德里安无奈之下搬到了一个虚构的村庄——曼戈尔德帕尔瓦Mangold Parva。这里除了他的“梦中情人”潘多拉之外，连阿什比德拉祖什的当地议员（虚构）都没有。
英国作家罗德·邓肯（Rod Duncan）的小说the Fall of the Gas-Lit Empire系列，以及Riot三部曲（Riot trilogy），都是以莱斯特为故事背景。
英国作家格拉哈姆·乔伊斯（Graham Joyce）创作的几本小说，也以莱斯特和其他周边郡为背景，创作的小说包括：Dark Sister、The Limits of Enchantment和Some Kind of Fairy Tale。
由克雷德·麦克戈登（Chrid McGordon）创作，并于2014年出版的小说The Knot of Isis中的一些场景在莱斯特，包括克拉伦登公园（Clarendon Park）、新街地区（New Walk area），以及一个未命名的查恩伍德村庄（Charnwood Village）（根据作者的描述，“可能是基于莱斯特某村庄Cossington”）。
由罗斯·英庇（Rose Impey）、纳润德·达摩（Narindder Dhami）、洛娜·里德（Lorna Read）、菲奥纳·卡明斯（FionaCummings）、路易斯·卡特（Louis Catt）、苏·蒙格里登（Sue Mongredien）、安琪·达彼思（Angie Bates）、金尼·黛迩思（Ginny Deals）、哈莉特·卡斯托（Harriet Castor）以及亚纳·诺沃特尼·杭特（Jana Novotny Hunter）所创作的英国儿童图书“Sleepover Club”系列，以莱斯特为背景。
有三部出色的电影在莱斯特拍摄，分别是：在1997年上映的The Girl with Brains in Her Feet、在2013年上映的《美食大战》（Jadoo）以及同年上映的《疯狂家庭2》（yamla pagla Deewana 2）。

## 运动
莱斯特老虎队自1987引进联盟以来，是英国最成功的英式橄榄球联盟，创造了十次纪录，比巴斯队和黄蜂队还多出四次。最近一次赢得冠军是在2013年。
莱斯特城足球俱乐部是职业足球俱乐部，现从属于英格兰超級足球联赛，主场为王權球場。他們在2015–16年賽季，获得队史上首个英格兰冠军联赛冠军，时隔十年再次进入英格兰超级联赛。尽管在2016年赛季开始前，莱斯特城英超夺冠的赔率高达1赔5000的赔率，最终却获得英超冠军。
莱斯特骑士队是英国最古老的篮球队。2016年，他们搬进了位于新的宪章街（Charter Street）的莱斯特体育社区竞技场。莱斯特郡板球俱乐部在郡联赛中属于第二级别。
2016年，莱斯特被评为英国 “最佳体育精神奖”（Winner of ESPN’s greatest sporting city in the UK）。

## 公共服务
在公共部门，莱斯特大学医院国民医疗NHS信托附属医院，是莱斯特最大的雇主之一，有超过12000名员工为信托工作。莱斯特市基础医疗信托雇用超过1000名提供医疗服务的全日制和兼职员工。莱斯特郡合作伙伴NHS信托在莱斯特市和郡雇用了3000名提供心理健康和学习障碍服务的员工。
私营部门中包括莱斯特纳菲尔德医院（Nuffield）和莱斯特斯皮尔医院（Spire）。

## 当地媒体
莱斯特水银报（Leicester mercury）、以及米德兰兹亚洲电视频道（Mislands Asian Television，又称为MATV6频道）都是在莱斯特成立。
莱斯特本地电台 (BBC Radio Leicester)是BBC（英国广播公司）在英国的第一个地方电台，于1967年11月8日开始播音。其他类似的FM电台包括：DemonFM，莱斯特社区和学生电台，由德蒙福特大学广播；Takeover    Radio，英国有史以来第一个儿童广播电台，并由儿童主持；Capital FM East Midlands Gem 106、106.6 Smooth Radio以及Hindu Sanskar Radio（仅在印度教宗教节日期间播出）。AM电台包括BBC Asian Network以及Sabras Radio。
当地多路传输数字声音广播：
- Capital FM East Midlands
- BBC Radio Leicester
- Sabras Radio
- Highways Agency Traffic Radio
- XFM
- Classic Gold GEM
- Gem 106
- Asian Plus - 也被称为Hindu Sanskar Radio
- Takeover Radio
- Smooth Radio

在莱斯特有两个医院广播电台：Radio Fox和Radio Gwendolen。英国第一个儿童电台Takeover Radio在莱斯特广播。

### 热点
公园：萊斯特植物園，修道院公園，維多利亞公園
工业：国家太空中心，大中心铁路
购买中心：Shires

## 姊妹城市
法國史特拉斯堡（1960年）
 德国克雷費爾德（1969年）
 尼加拉瓜馬薩亞 (1987年)
 中国重庆市 (1993年)
 印度拉傑果德（1996年）
 保加利亚哈斯科沃（2008年）
- Leicester City Guide